# Biserica de lemn din Grămești

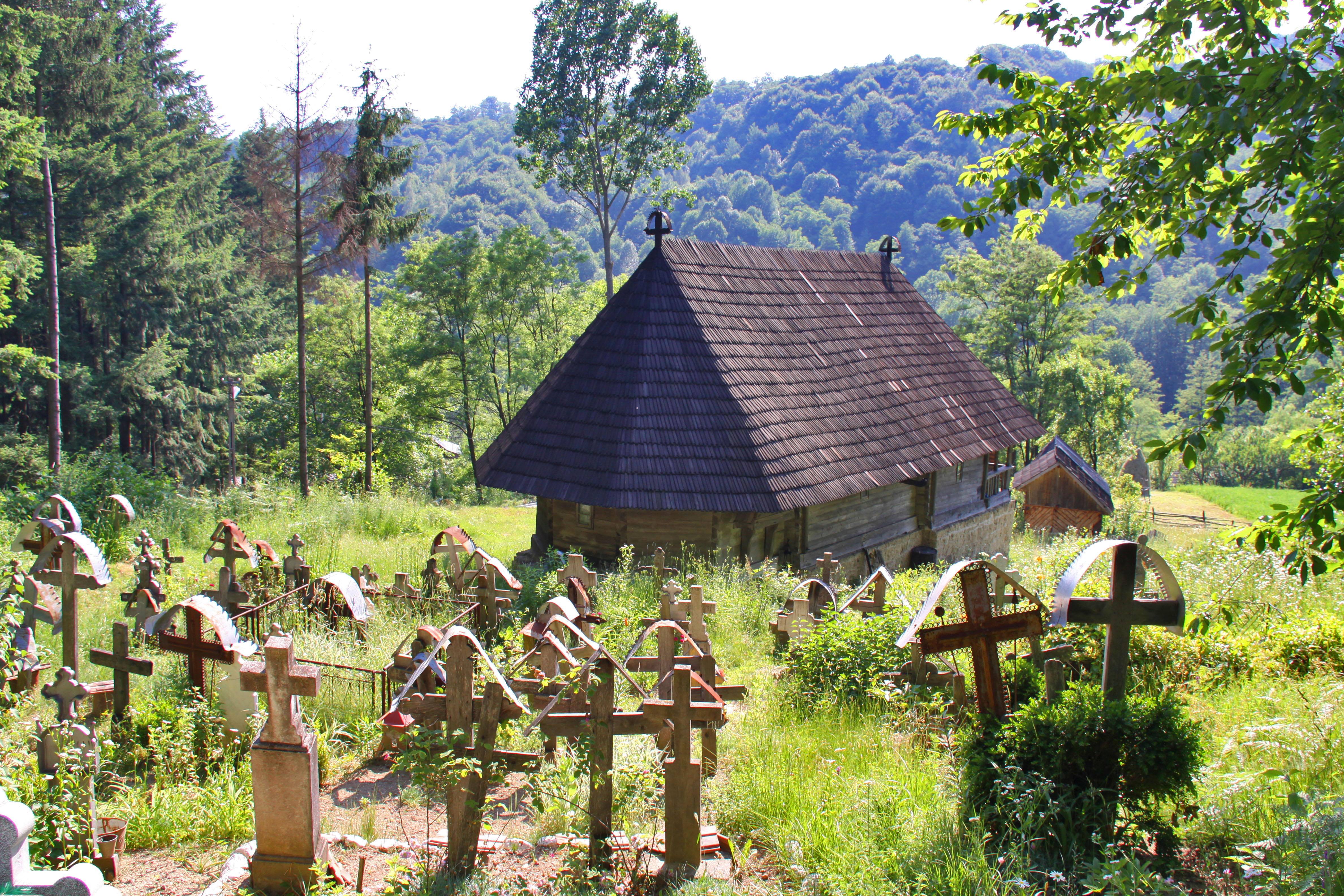
În cimitirul din Grămeşti, foto: 2009

Biserica de lemn din Grămeşti, foto: 2009

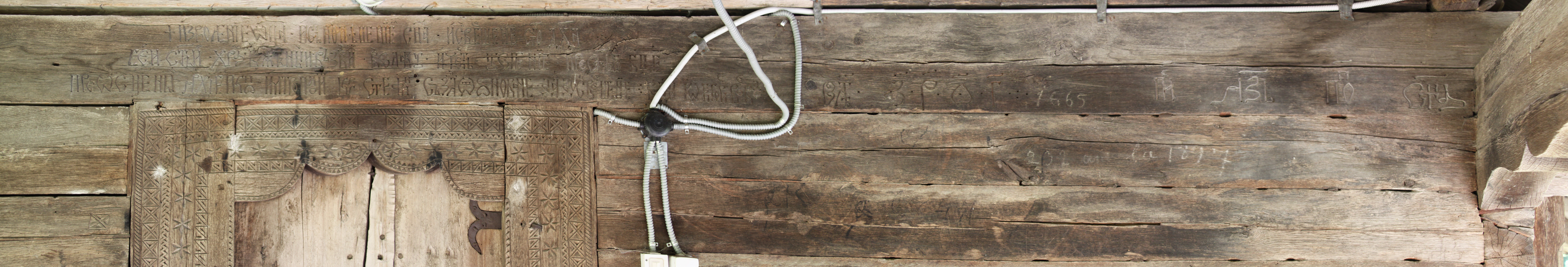
Pisania de la intrare, în pridvor. Foto: 2009

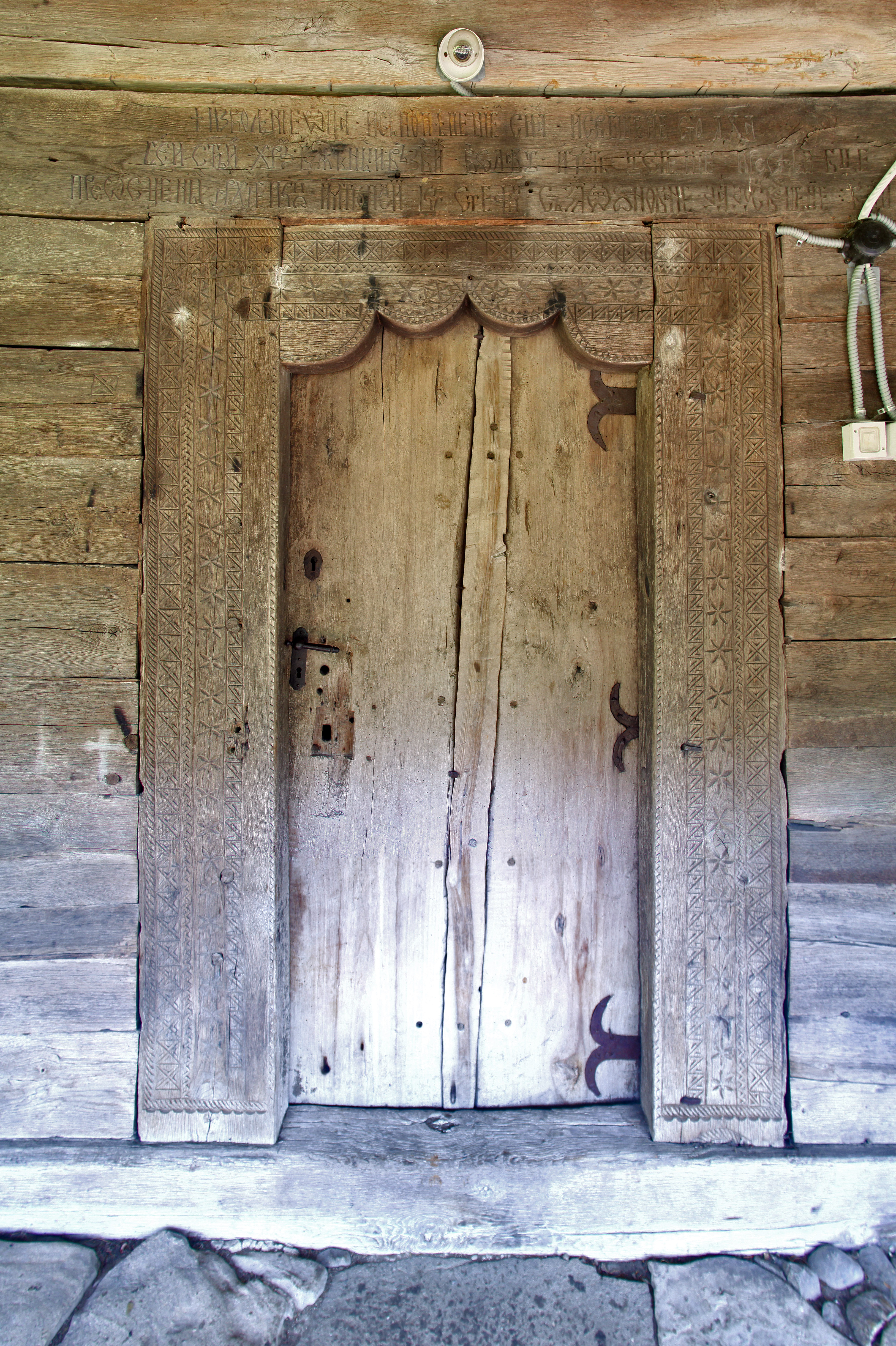
Portalul de la intrare, foto: 2009

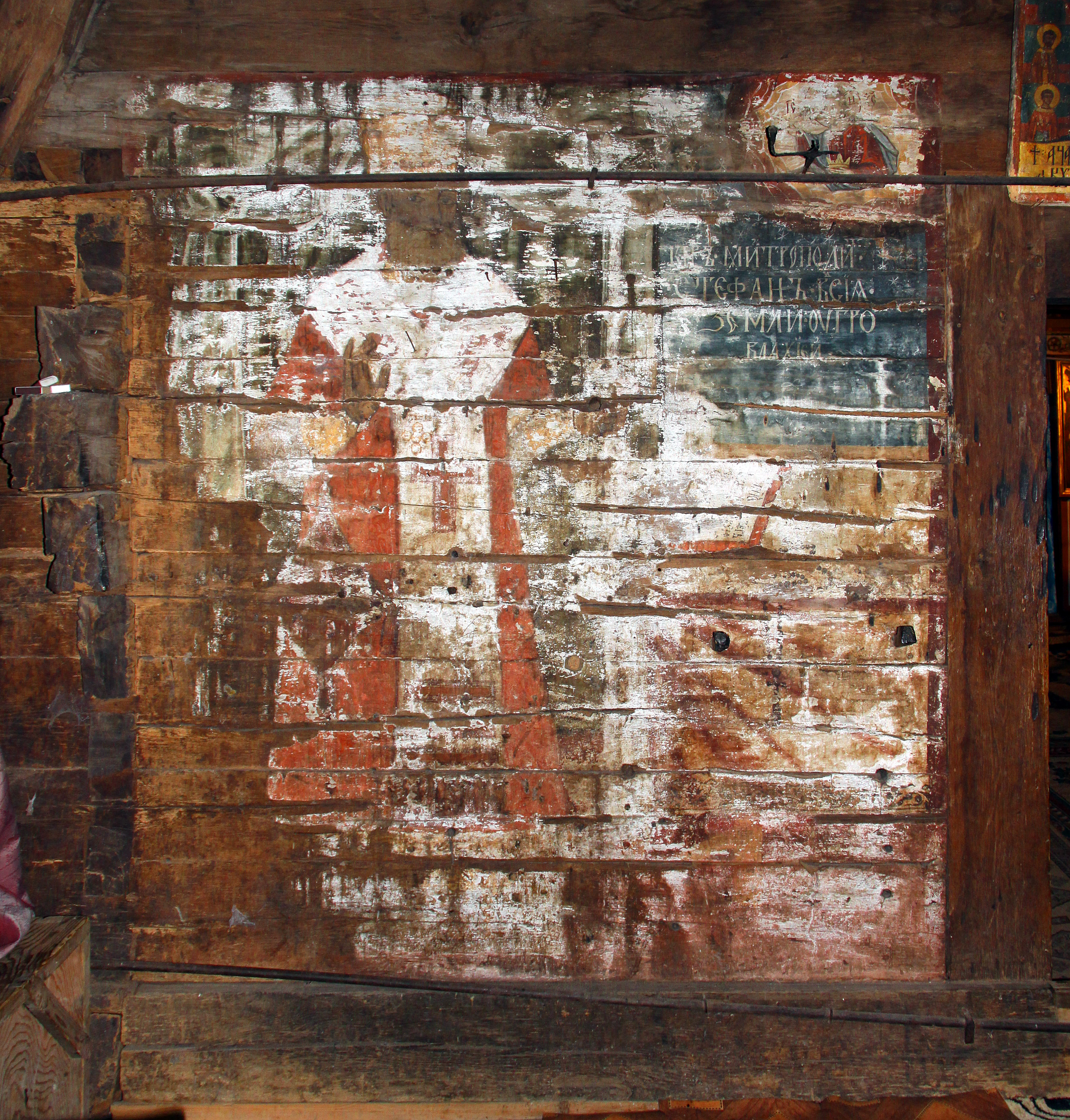
Imaginea mitropolitului Ştefan, ctitorul bisericii, tindă, peretele de răsărit, foto: 2009

Biserica de lemn din Grămești se află în cătunul Grămești din localitatea Pietreni, județul Vâlcea. Biserica poartă hramul „Adormirea Maicii Domnului” și este datată de o inscripție din anul 7173, era bizantină, adică anii 1664 de la nașterea lui Christos. Ctitorie a unui arhiereu al țării, mitropolitul Ștefan I, biserica de lemn este una dintre cele mai însemnate la sud de Carpați. Ea face parte dintr-un număr restrâns de biserici ridicate din lemn de mari boieri și dregători de seamă. Acestea se disting de celelalte biserici de lemn de sate, ctitorite de mici boieri de țară, obști de moșneni sau clăcași, prin nivelul calitativ ridicat al dulgheritului și al înzestrării interioare. Biserica se remarcă prin așezarea pe un soclu înalt de calcar, ce îi dă aerul unei case boerești, planul cu pridvor, tindă, naos și altar în retrageri succesive, prin rafinamentul îmbinărilor și decorațiilor dulgherești, prin colecția de inscripții adunate pe pereții exteriori, icoanele de o bună calitate artistică și portretul de ctitor. Biserica este înscrisă pe noua listă a monumentelor istorice, LMI 2004:  VL-II-m-A-09873.

## Istoric
Actul de naștere al bisericii a fost însemnat peste intrarea în biserică, în limba slavonă, într-o frumoasă caligrafie chirilică:  
„Cu voia Tatălui și cu ajutorul Fiului și cu săvârșirea Sfântului Duh, acest sfânt hram dumnezeiesc s-a ridicat în slava și cinstea Adormirii Prea Sfintei Născătoare de Dumnezeu, cu trudă de arhiepiscopul și mitropolitul Chir Ștefan. S-a zidit din temelie până la săvârșire în zilele lui Io Grigorie voievod, în anul 7173. Am scris eu, popa Stan”. Anul bizantin 7173 poate fi tradus fie între anii 1664-1665. Dat fiind că prima domnie a domnitorului Grigore a luat sfârșit în 1664 se poate fixa acest an pentru datarea construcției. 

## Imagini exterioare

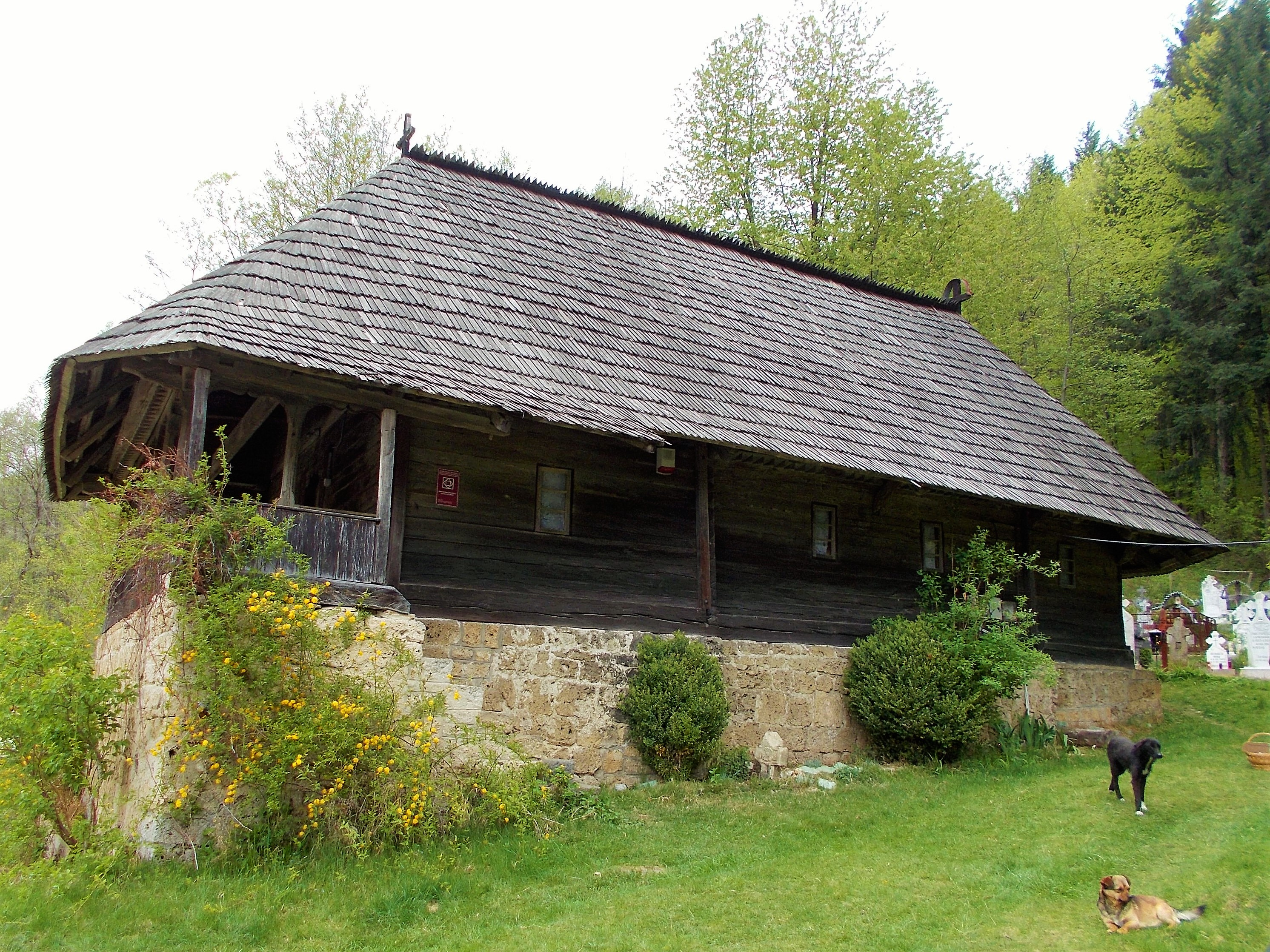
sud-est
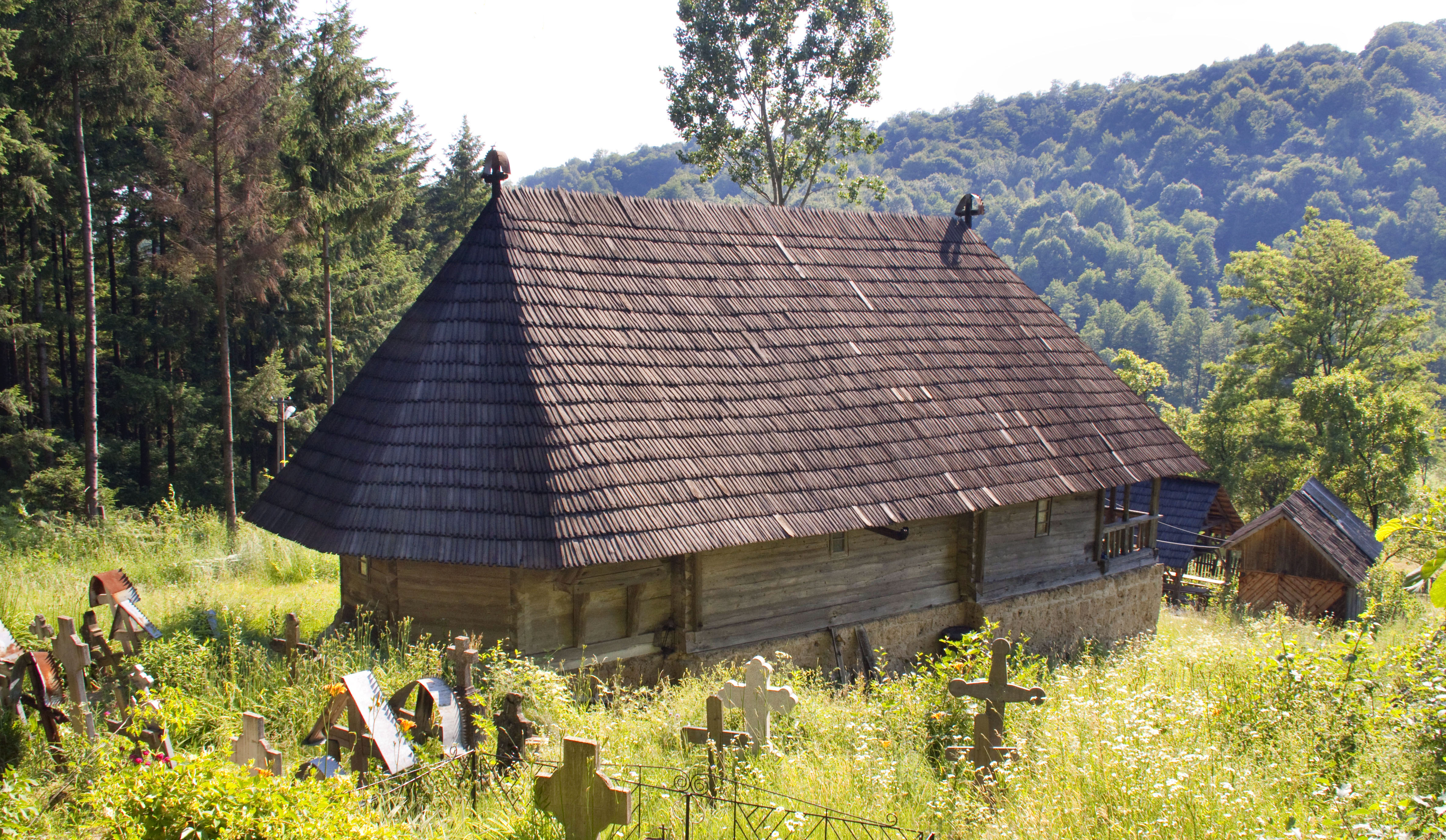
nord-est
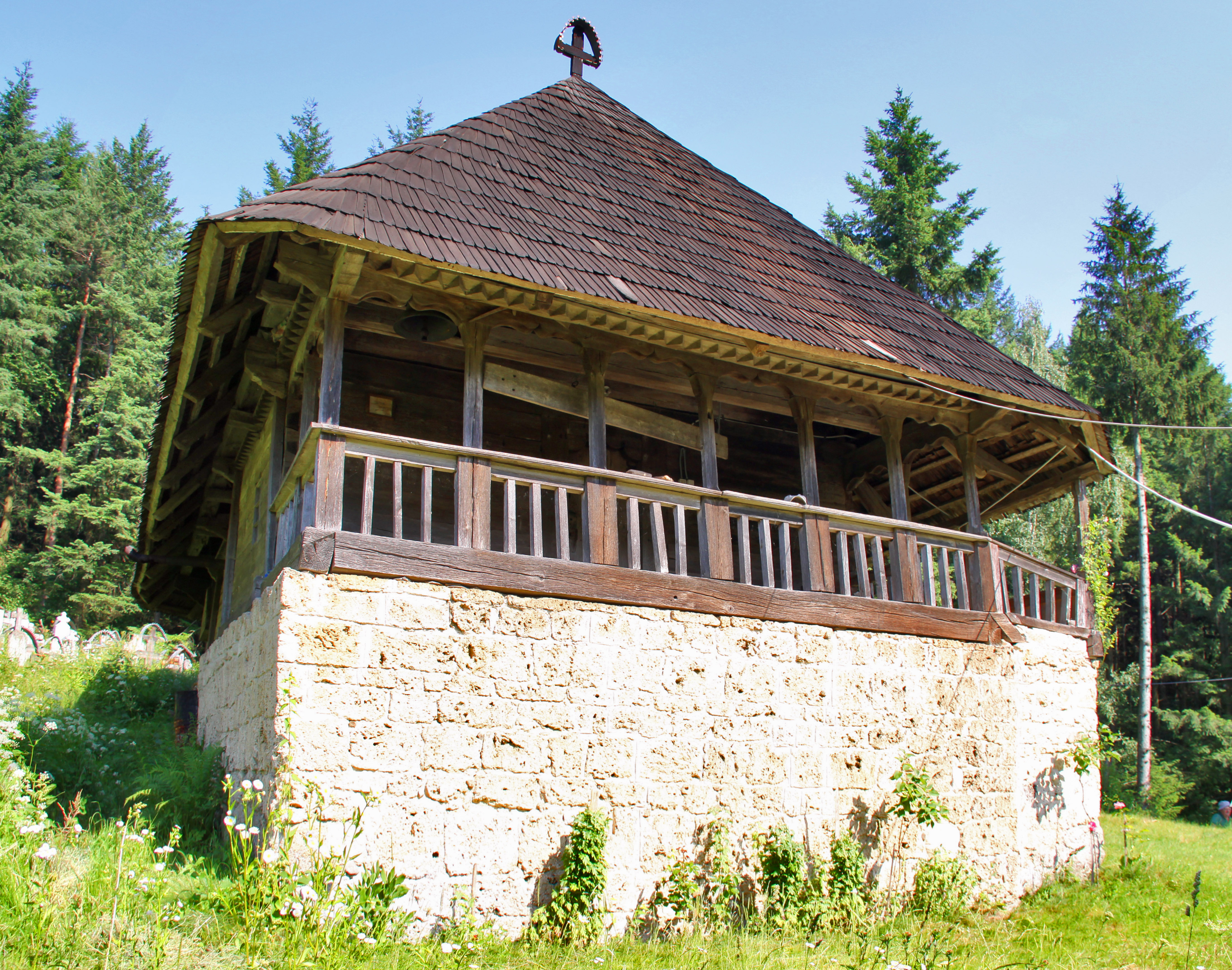
apus
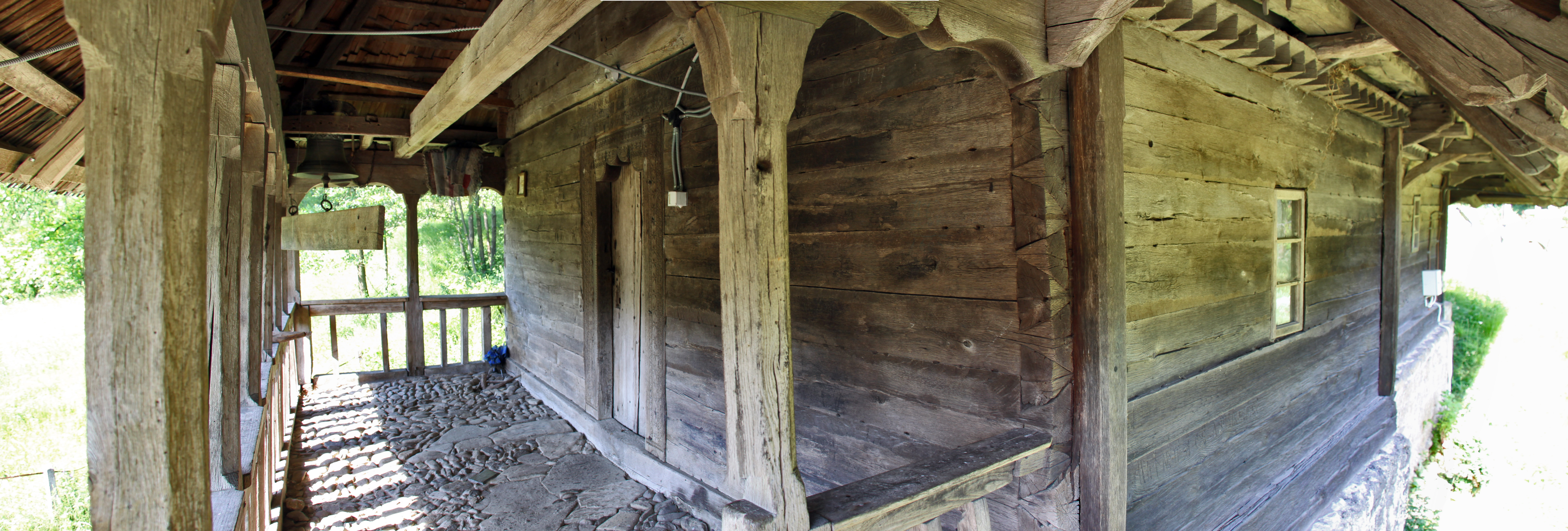
butea, sud-vest
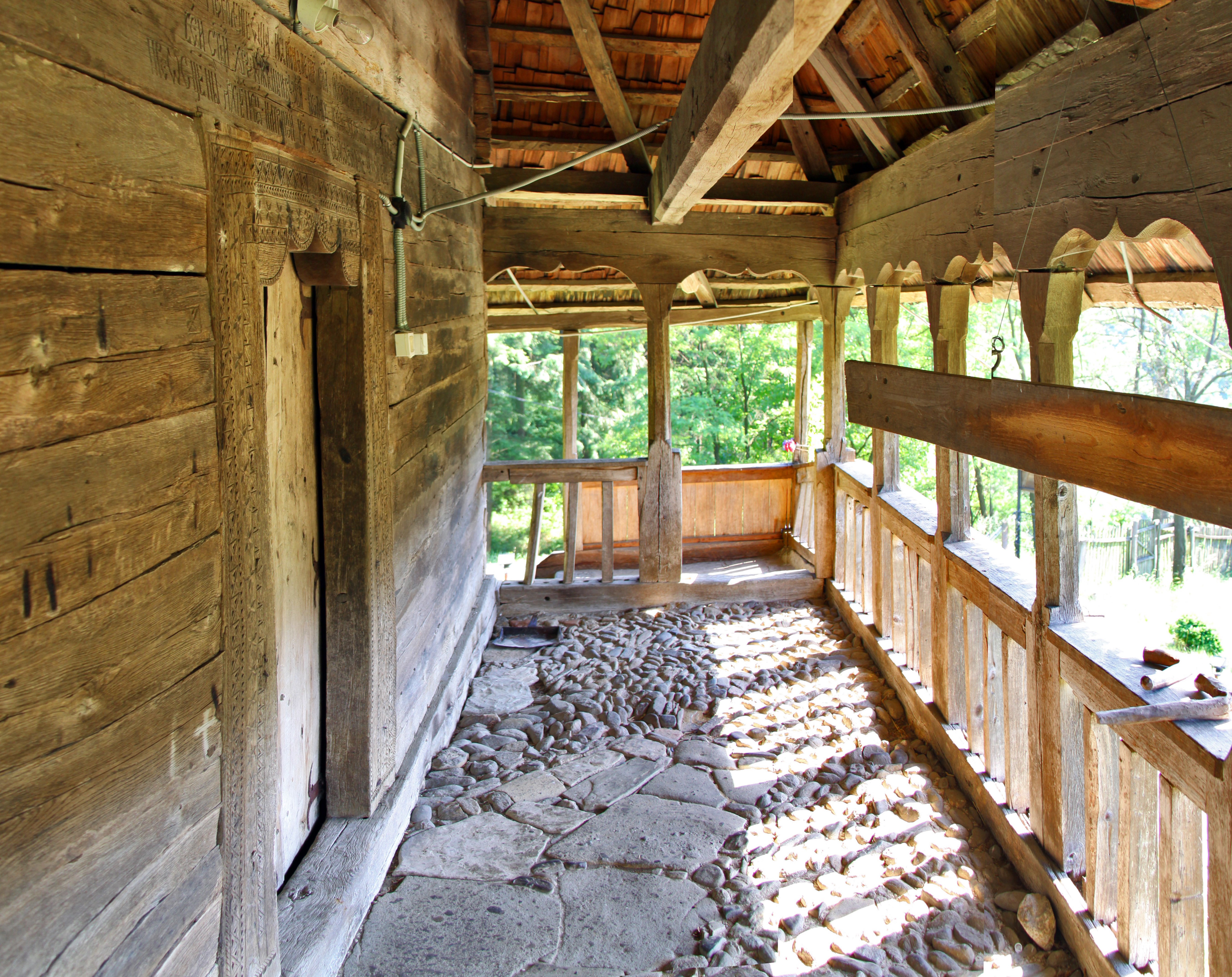
pridvor
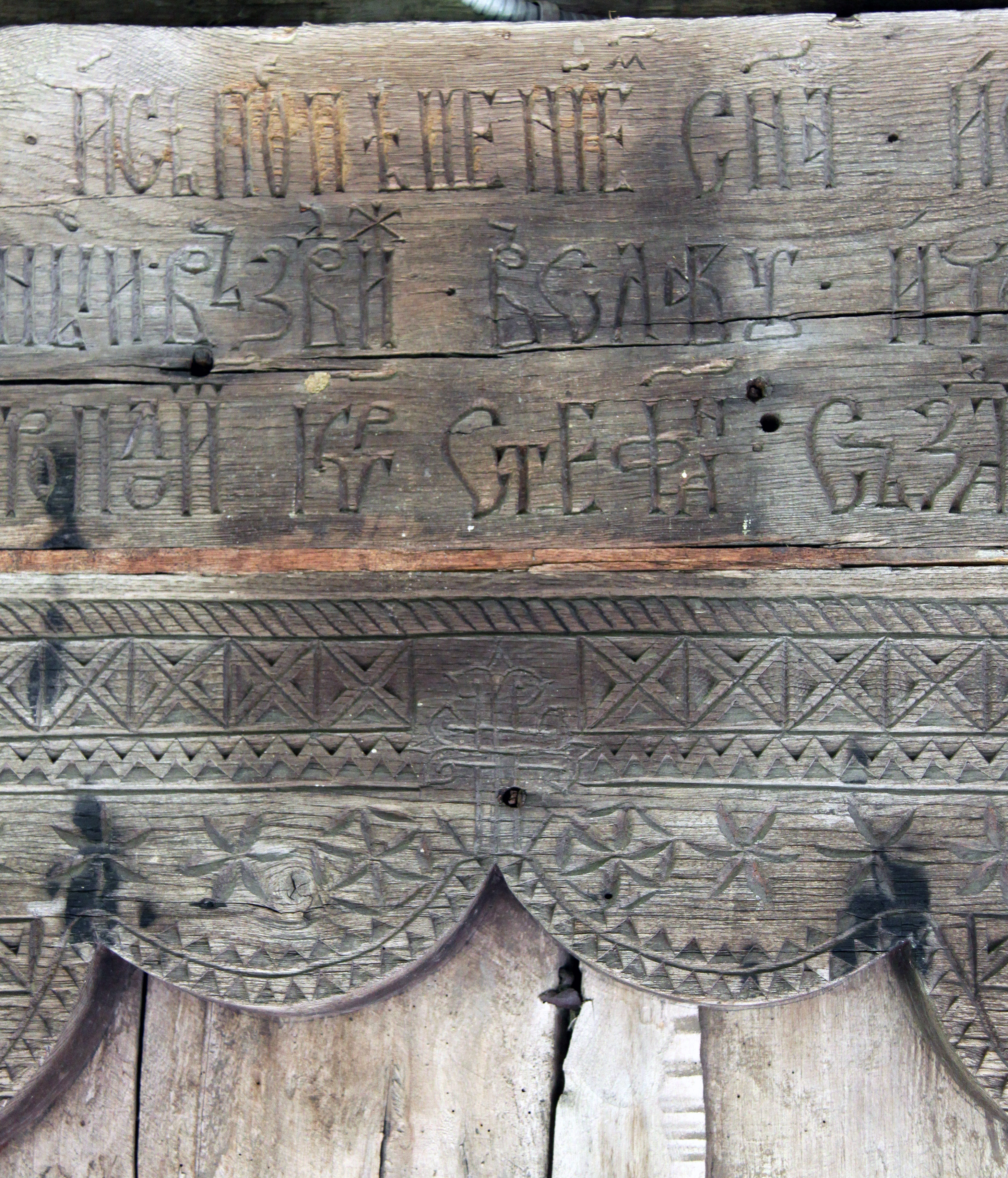
peste intrare
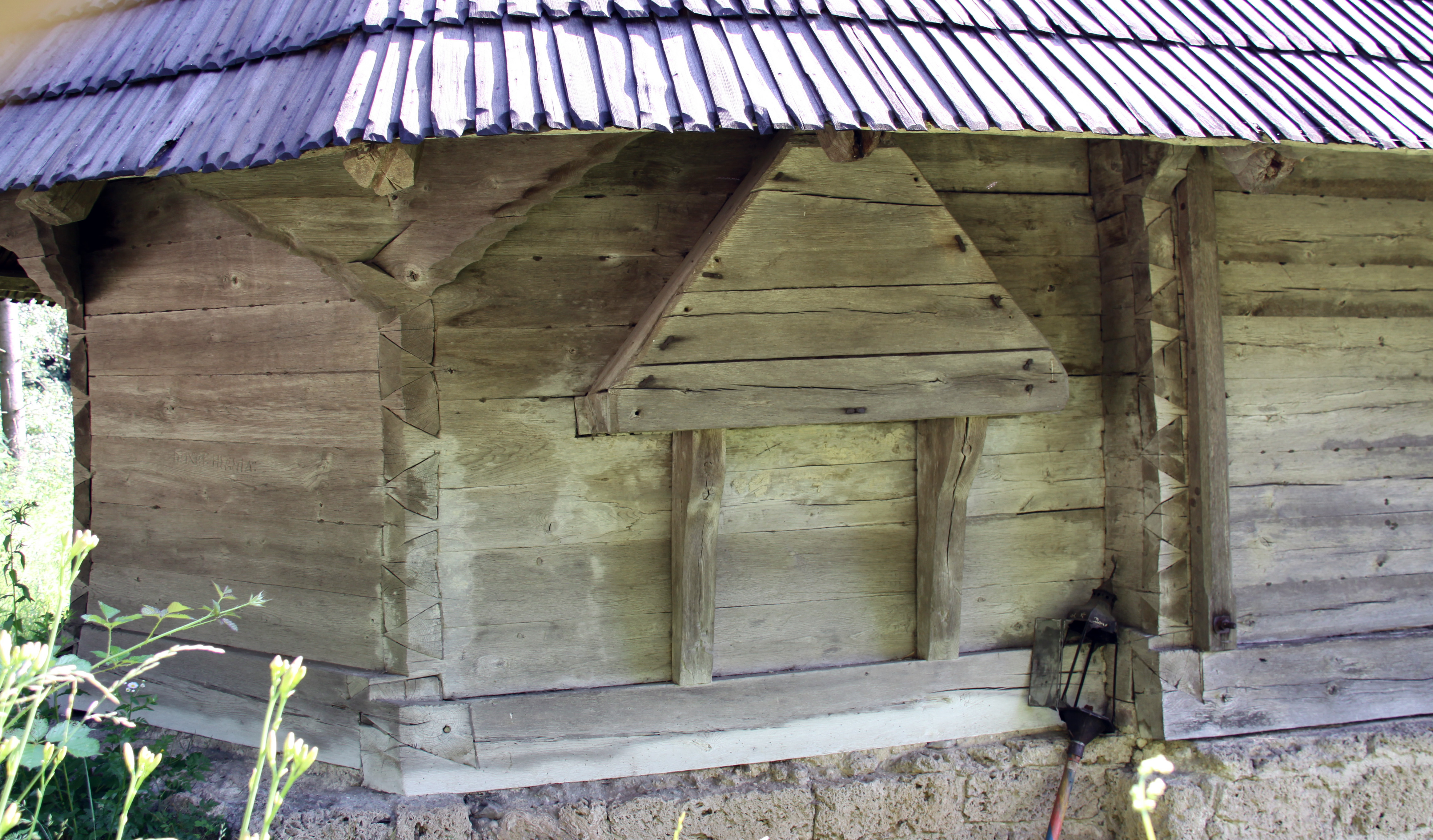
cutia proscomidiei
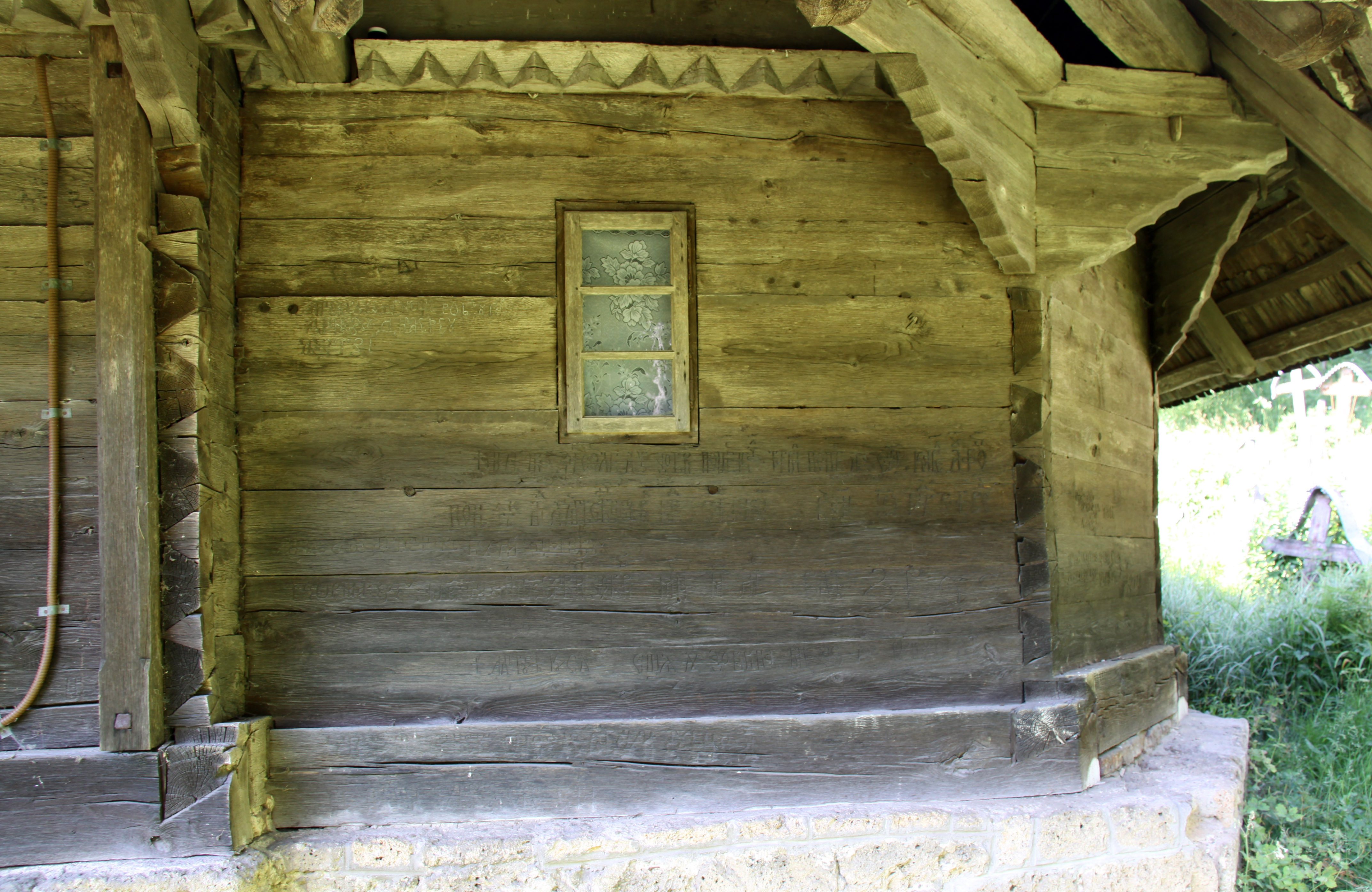
altar, sud
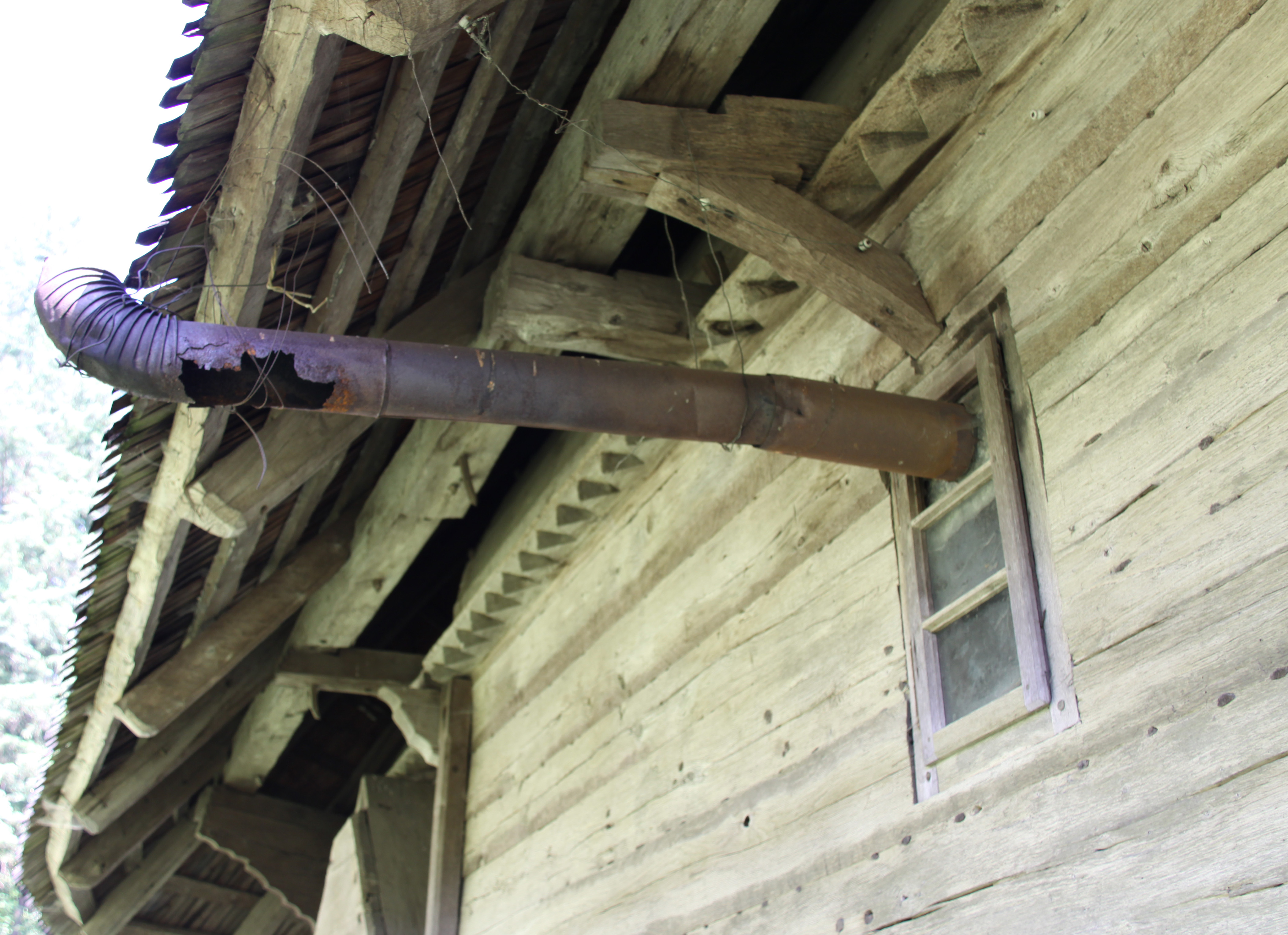
streașină nord
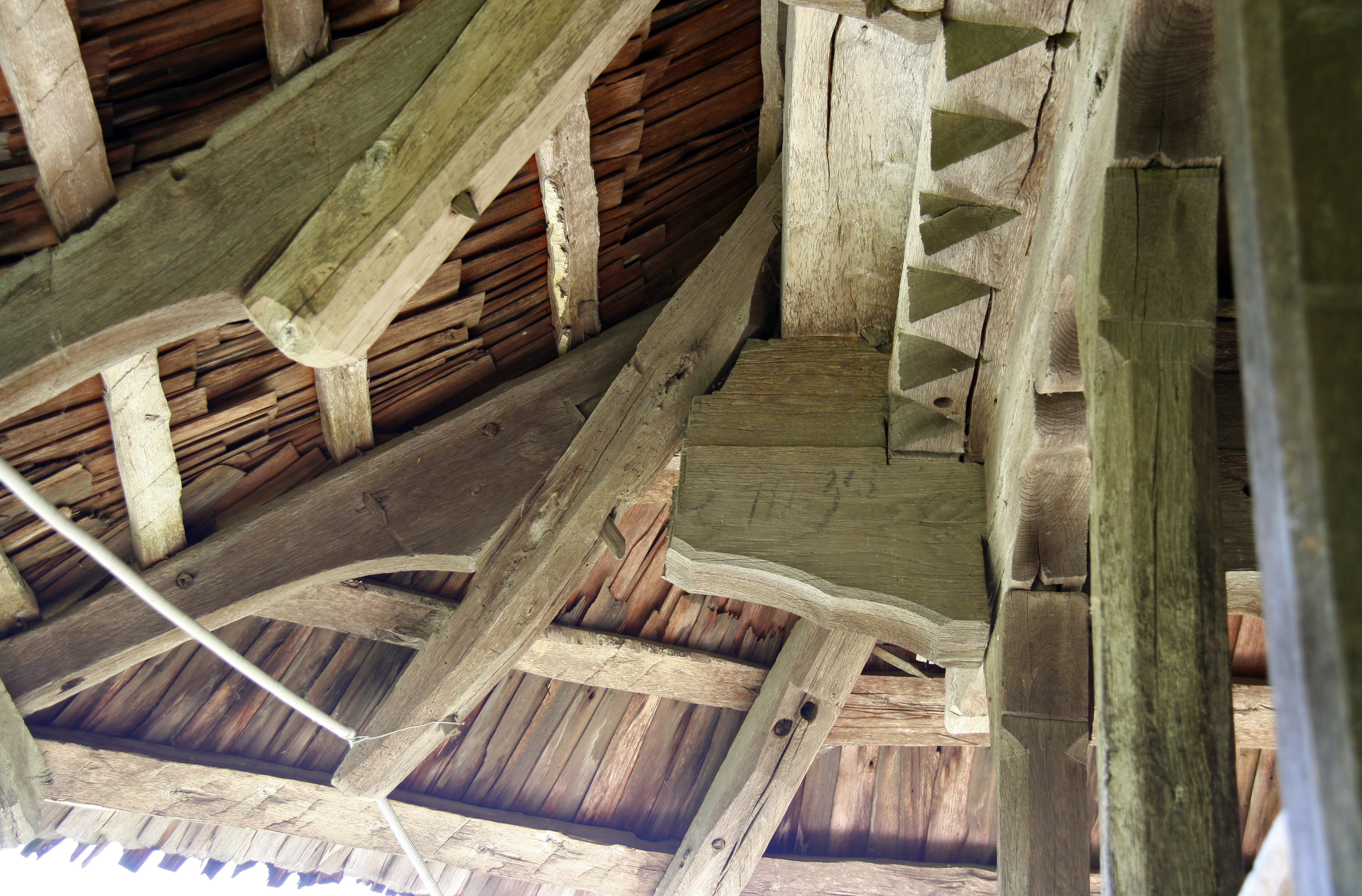
streașină pridvor
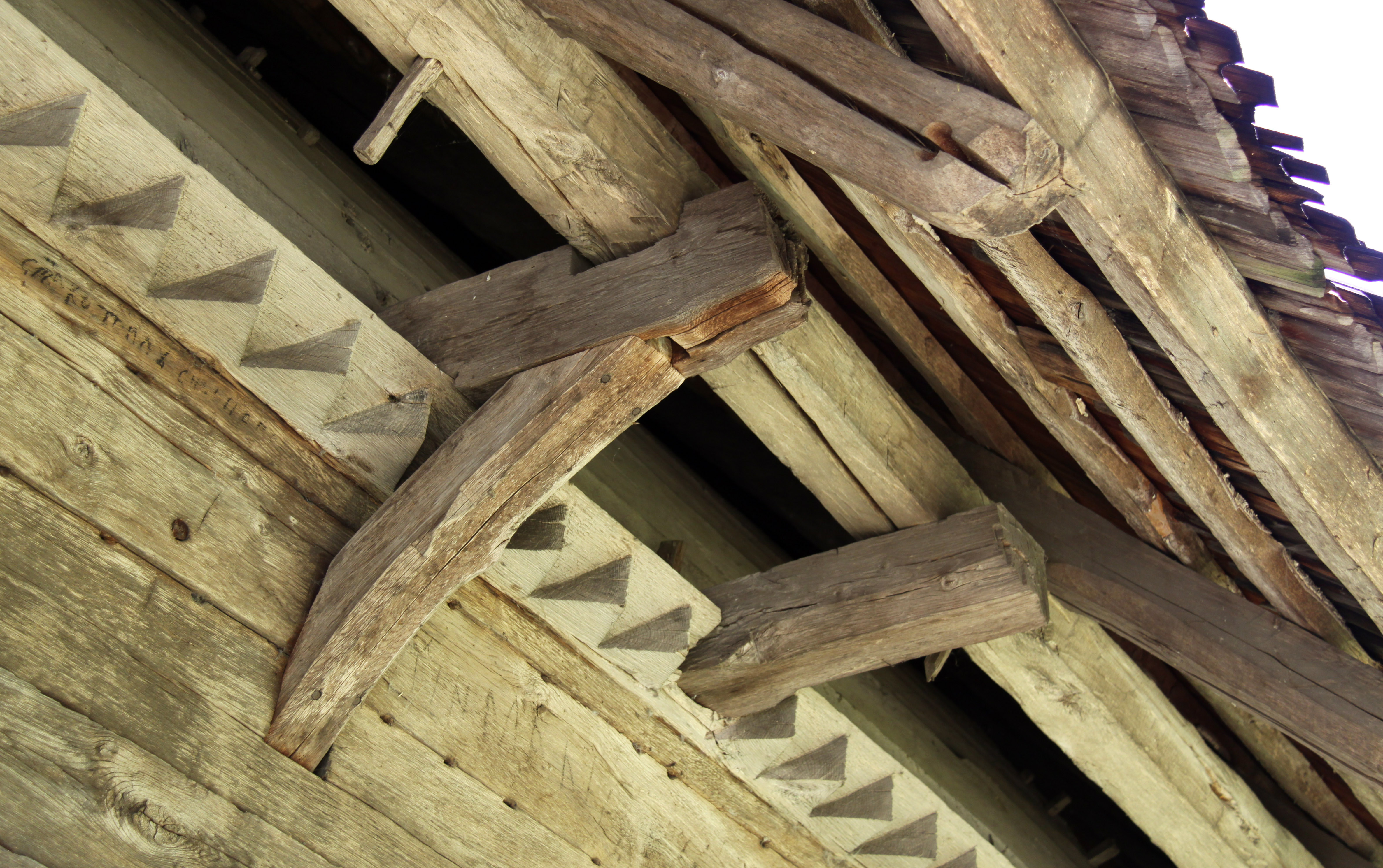
streașină sud
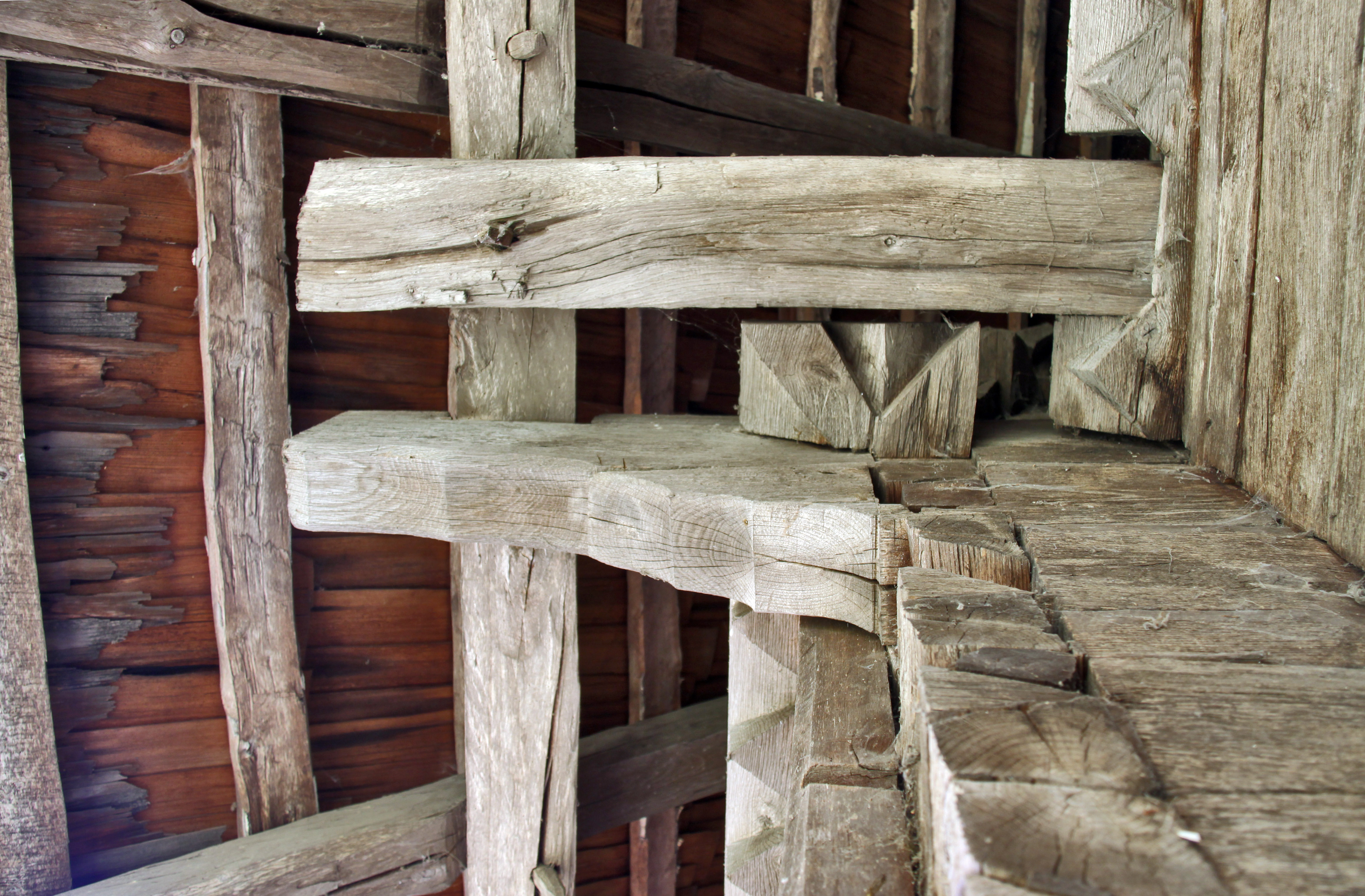
console sub streașină
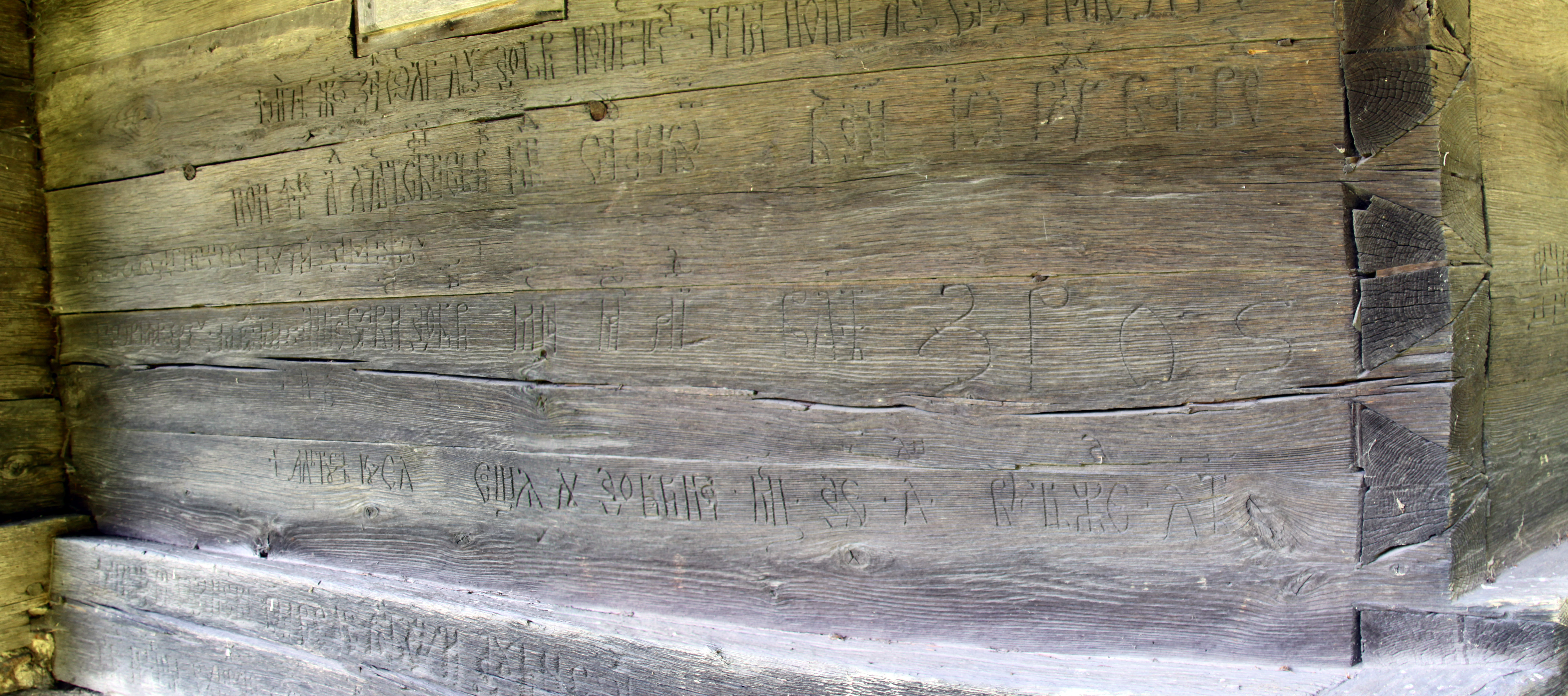
inscripție pe altar 7176
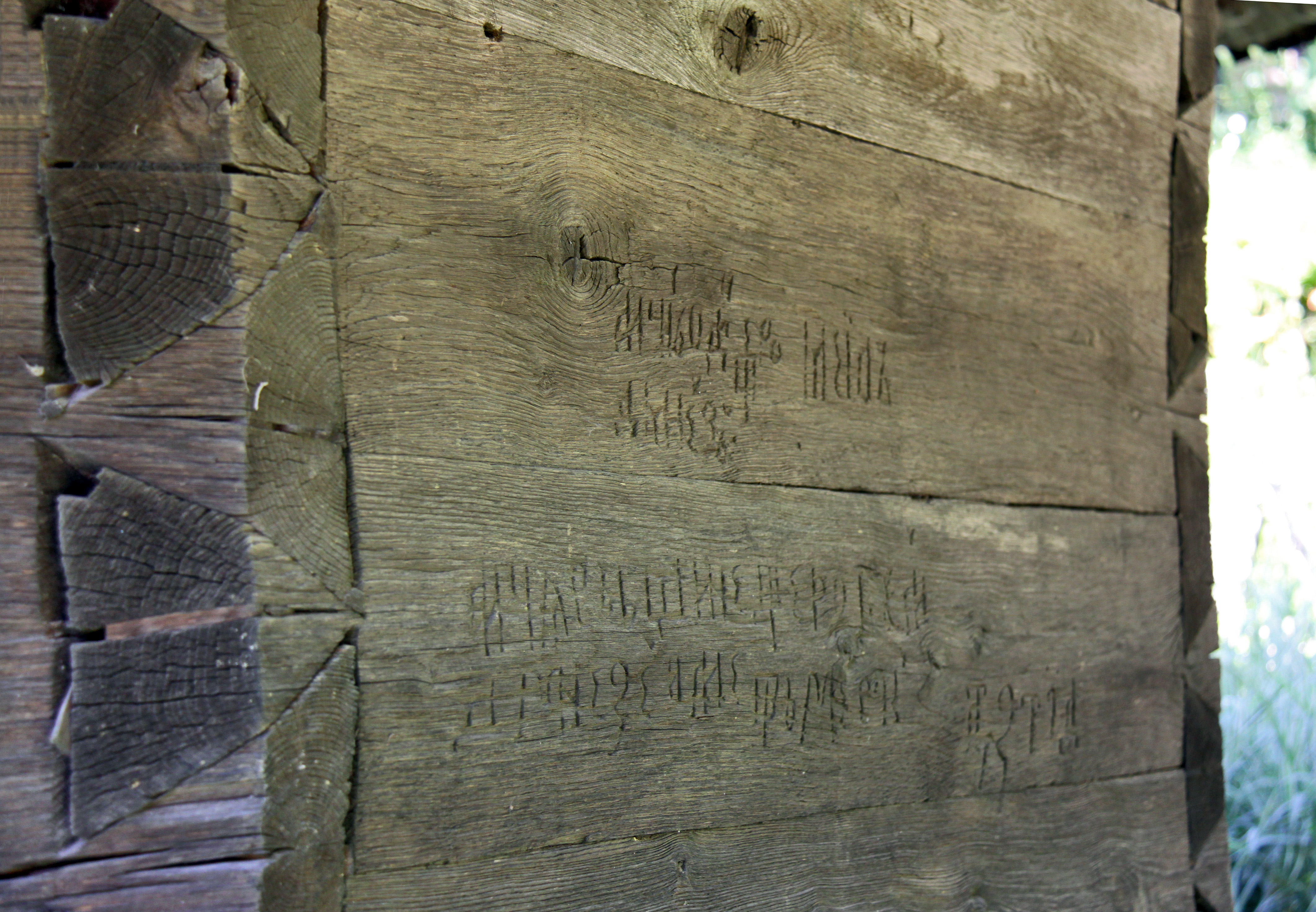
inscripție pe altar 7314
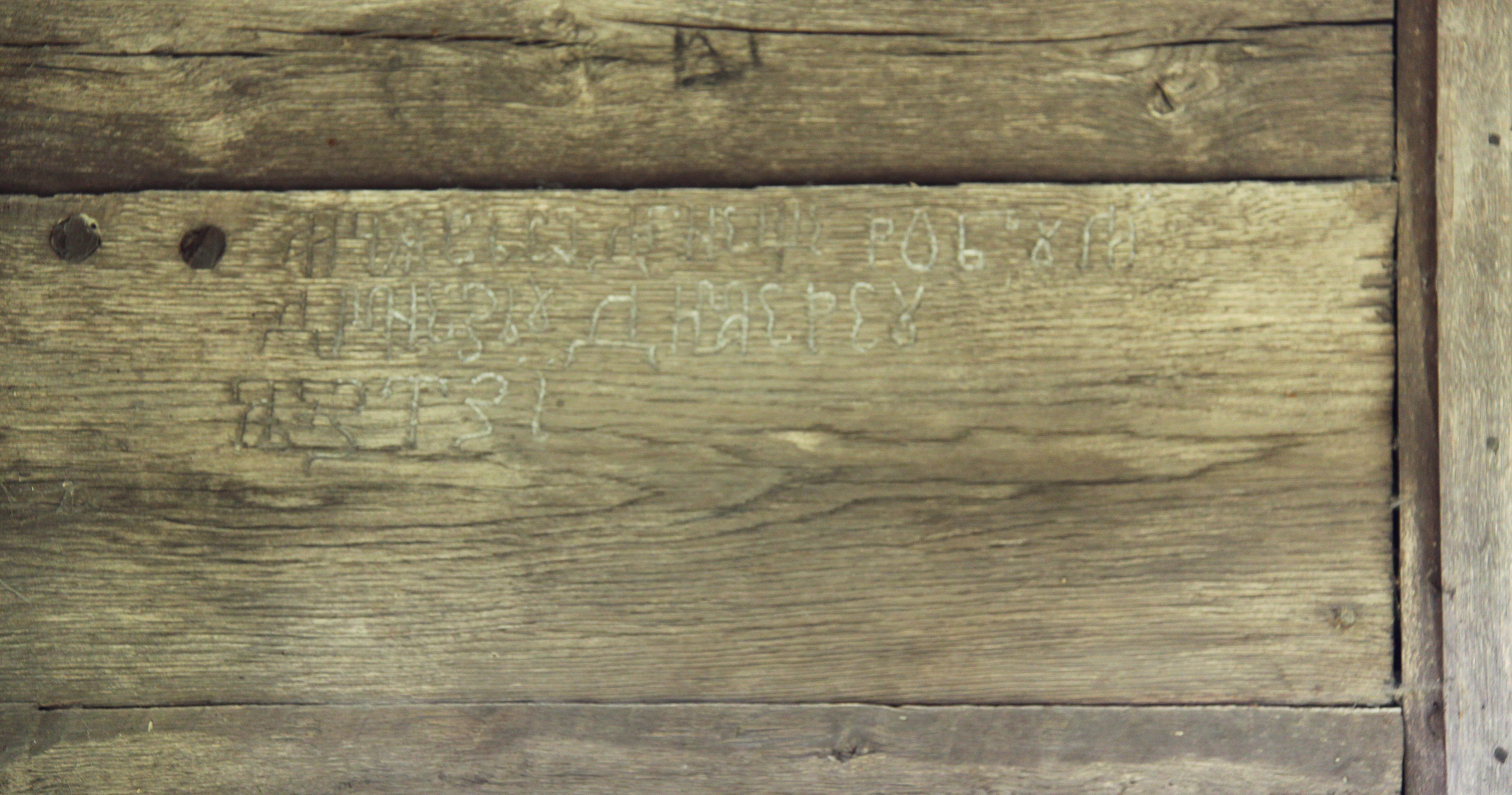
inscripție pe altar 7317
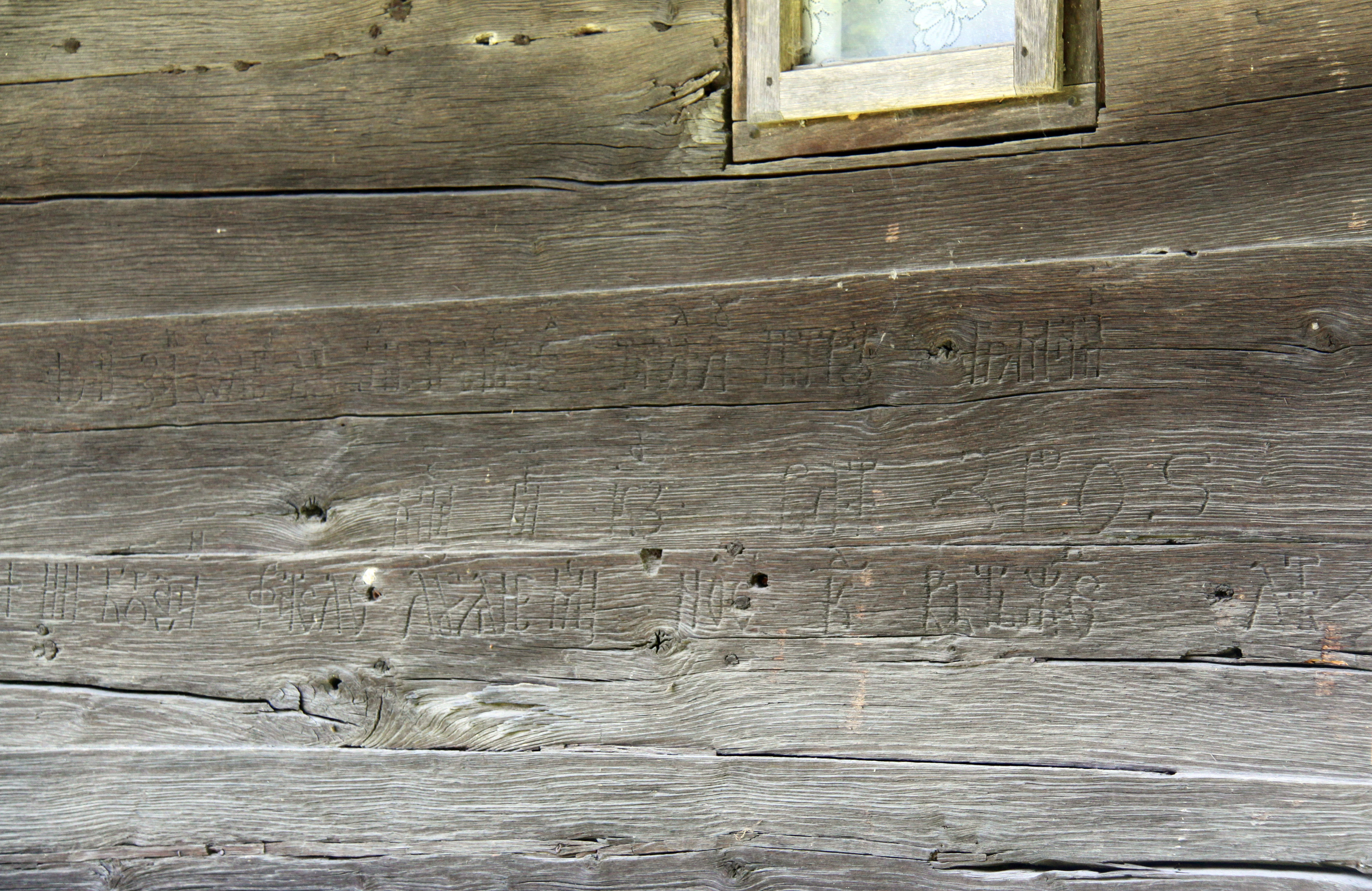
inscripție pe naos 7176
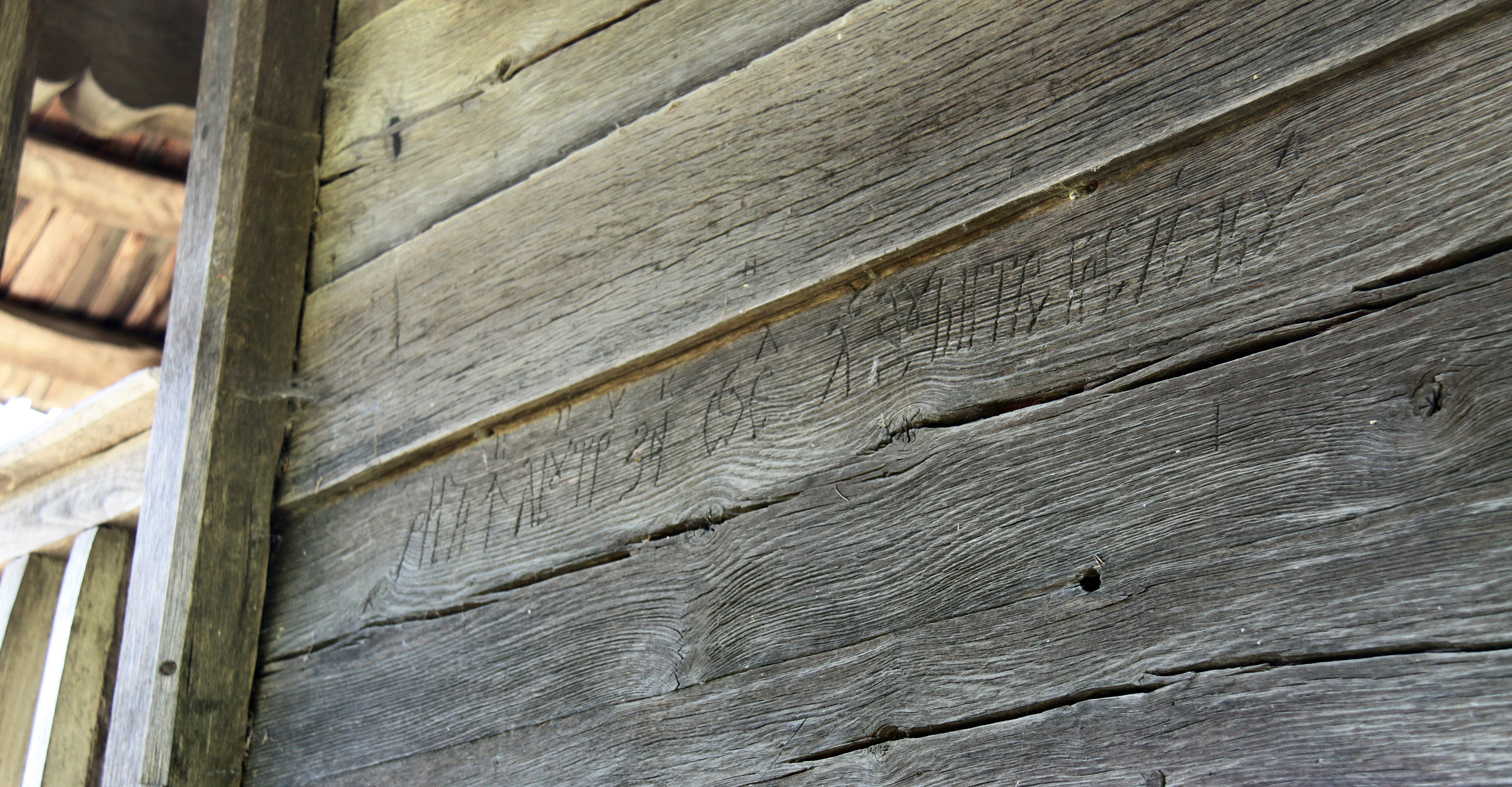
inscripție pe tindă
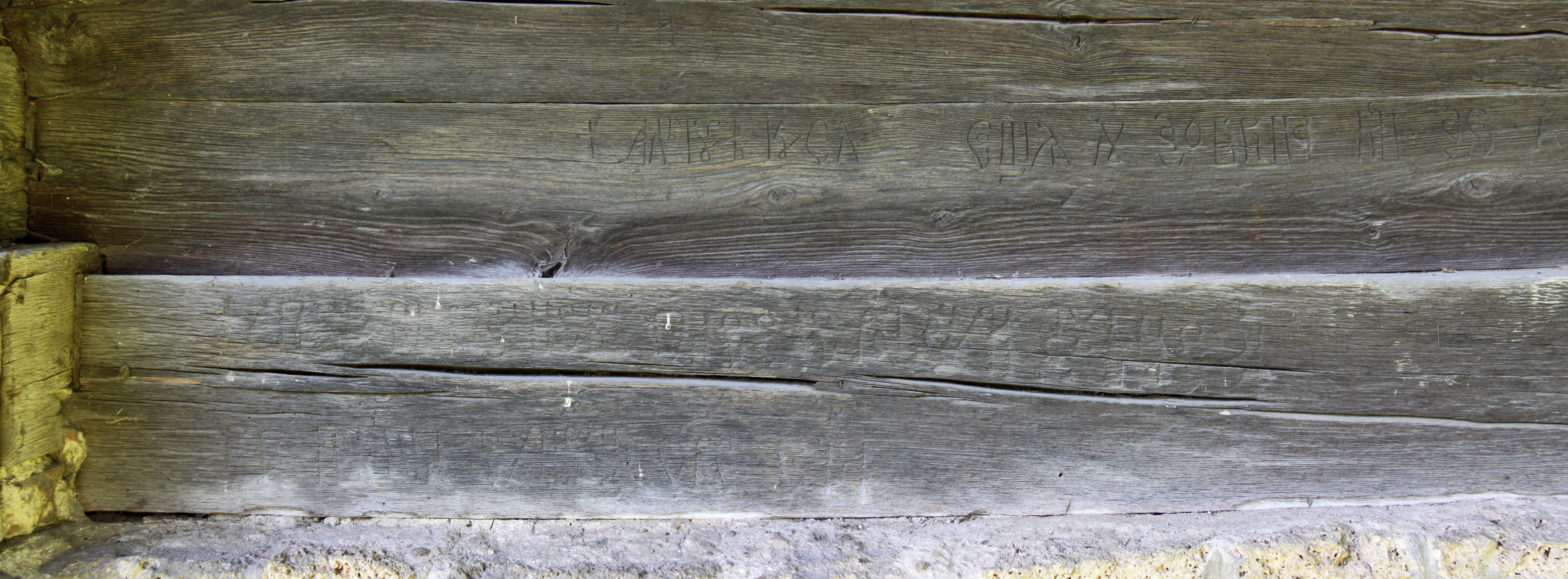
inscripție pe talpa altarului
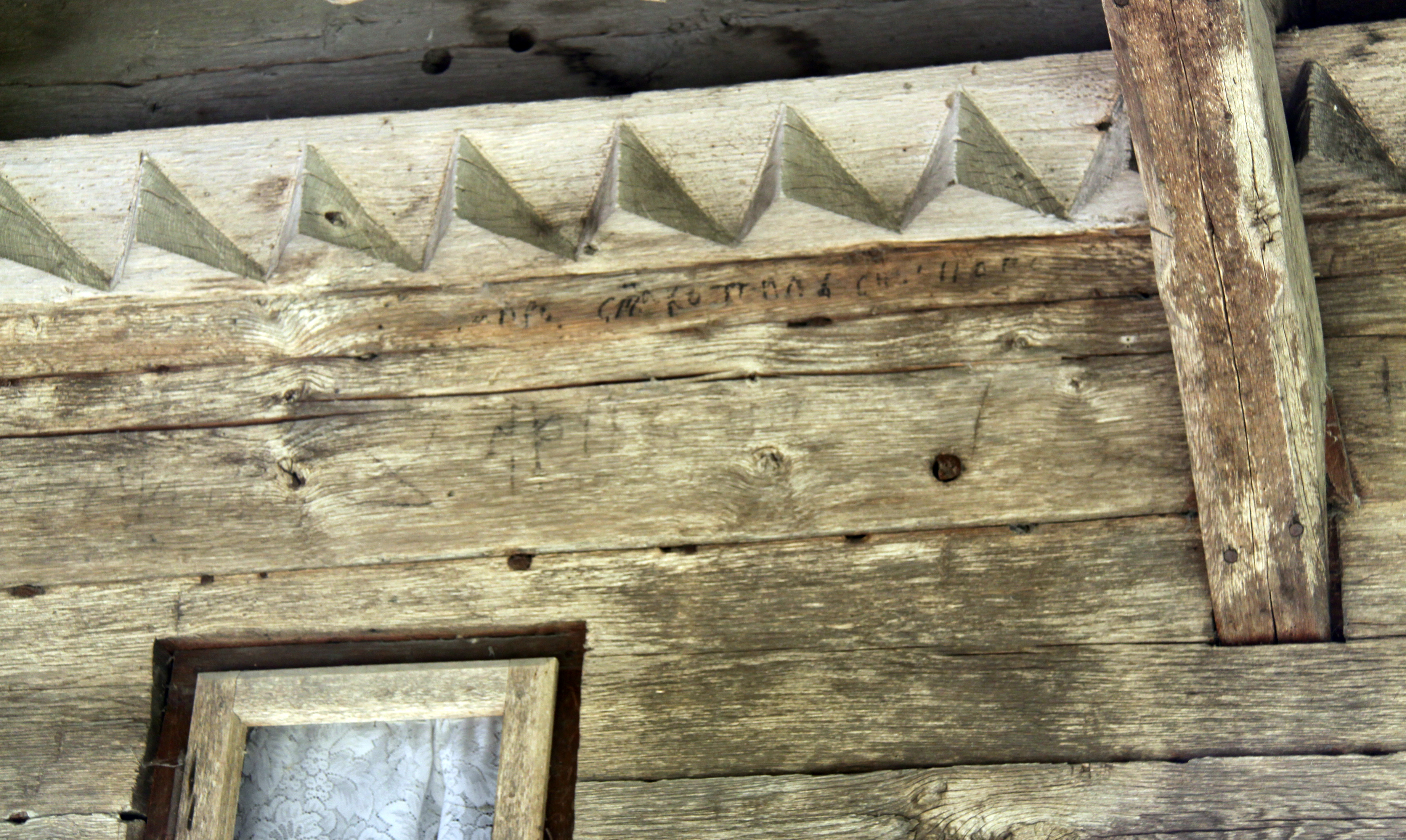
inscripție sub streașină, naos

## Imagini interioare

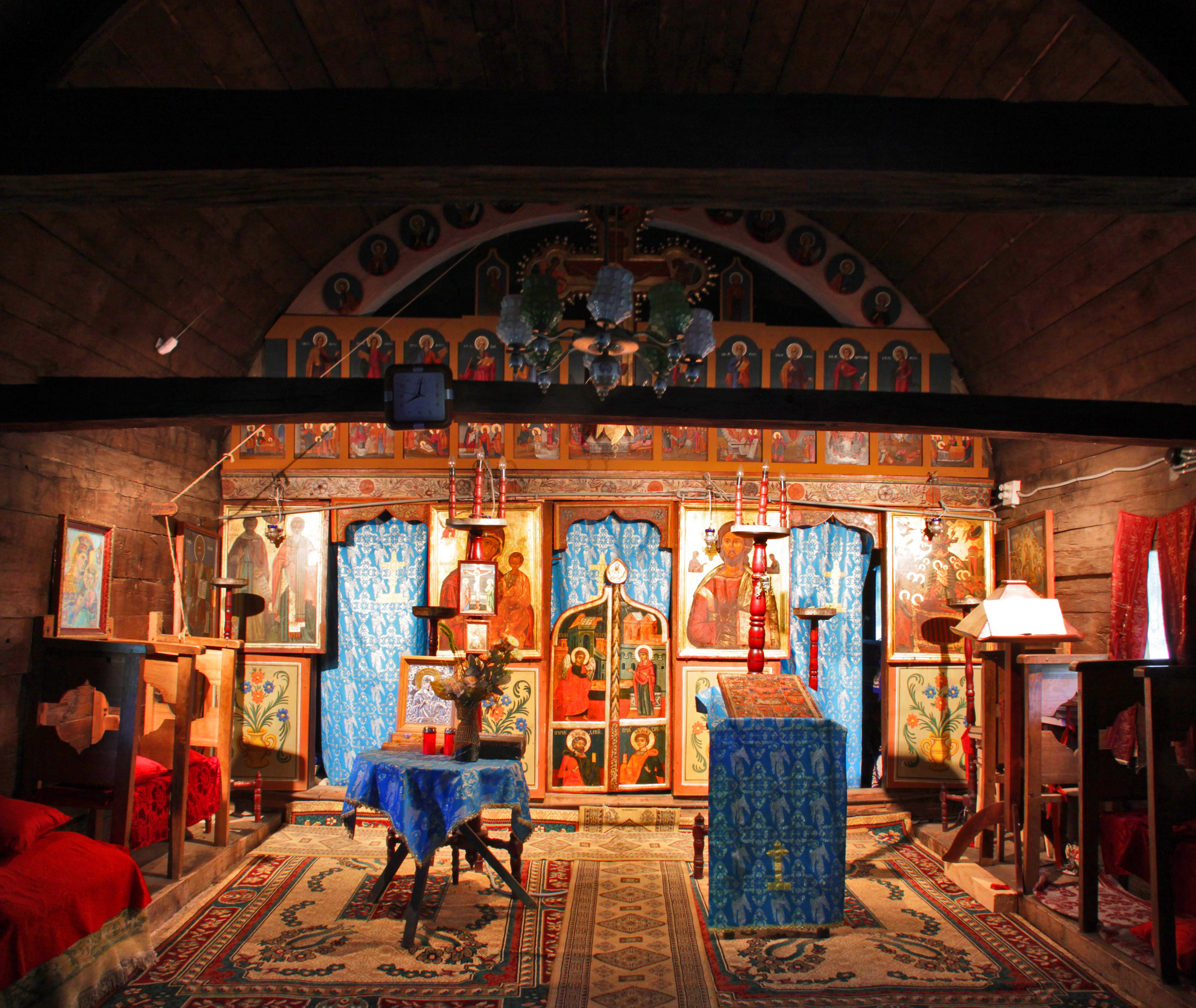
naos
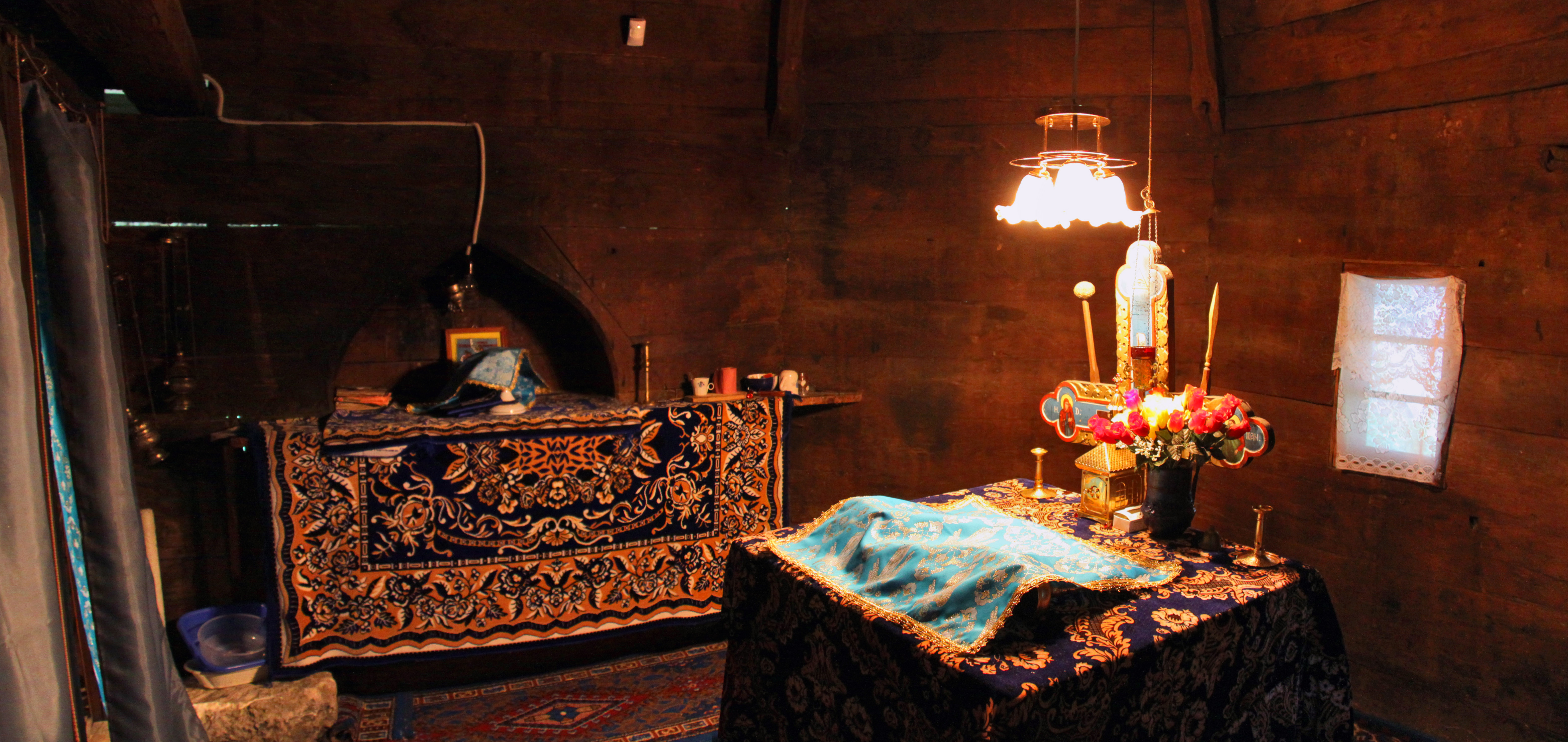
altar
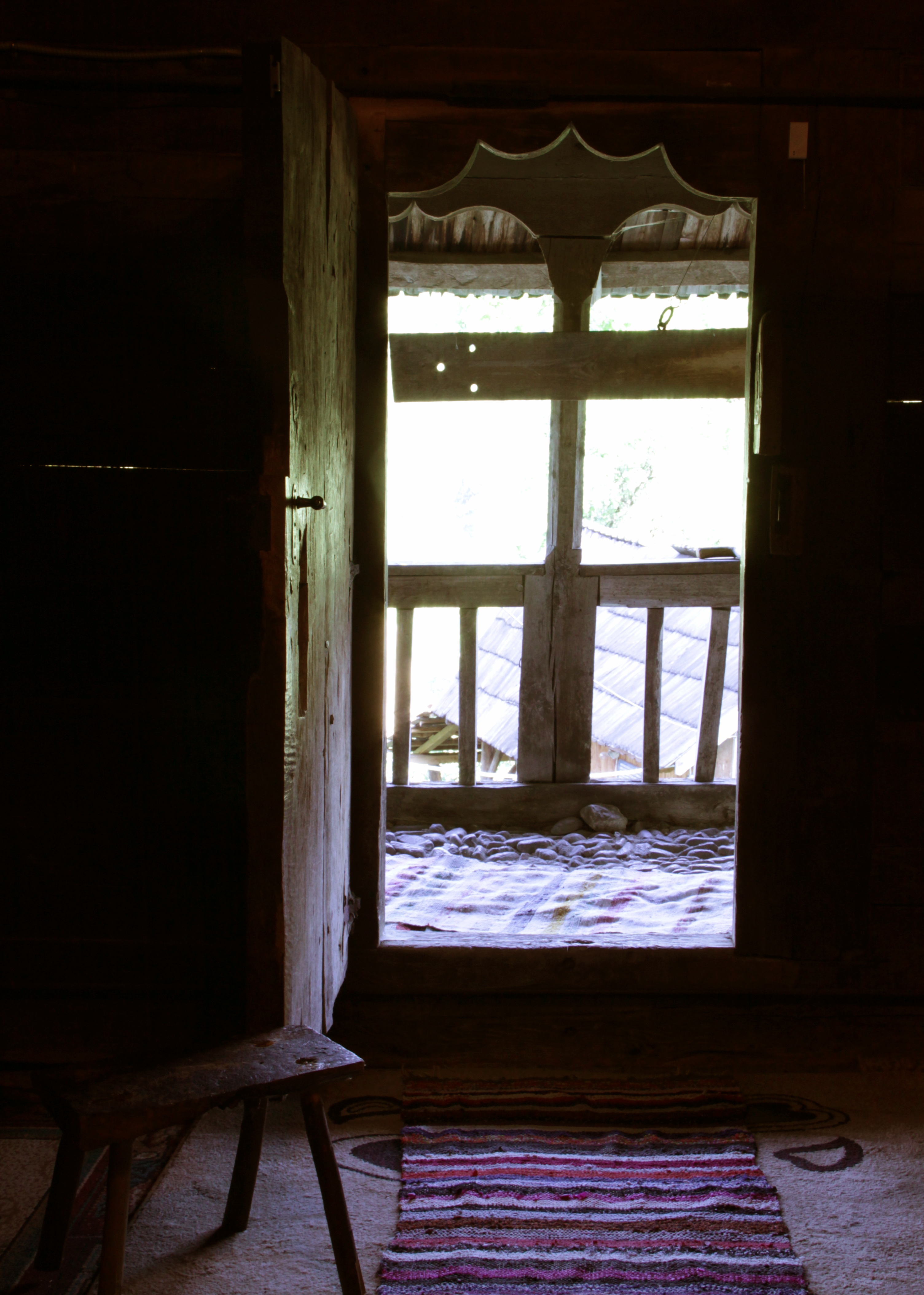
intrare
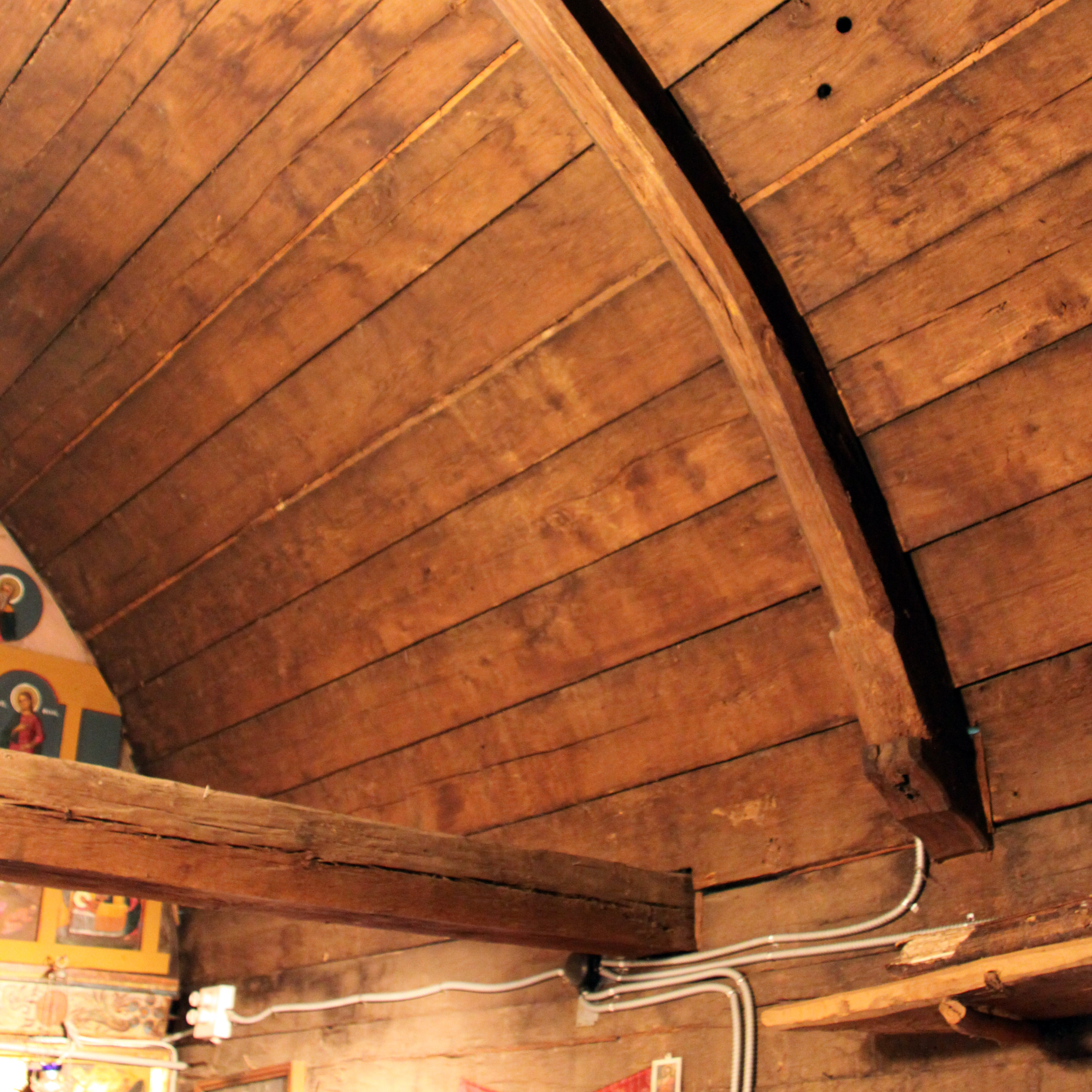
leagănul boltei
jilț arhieresc
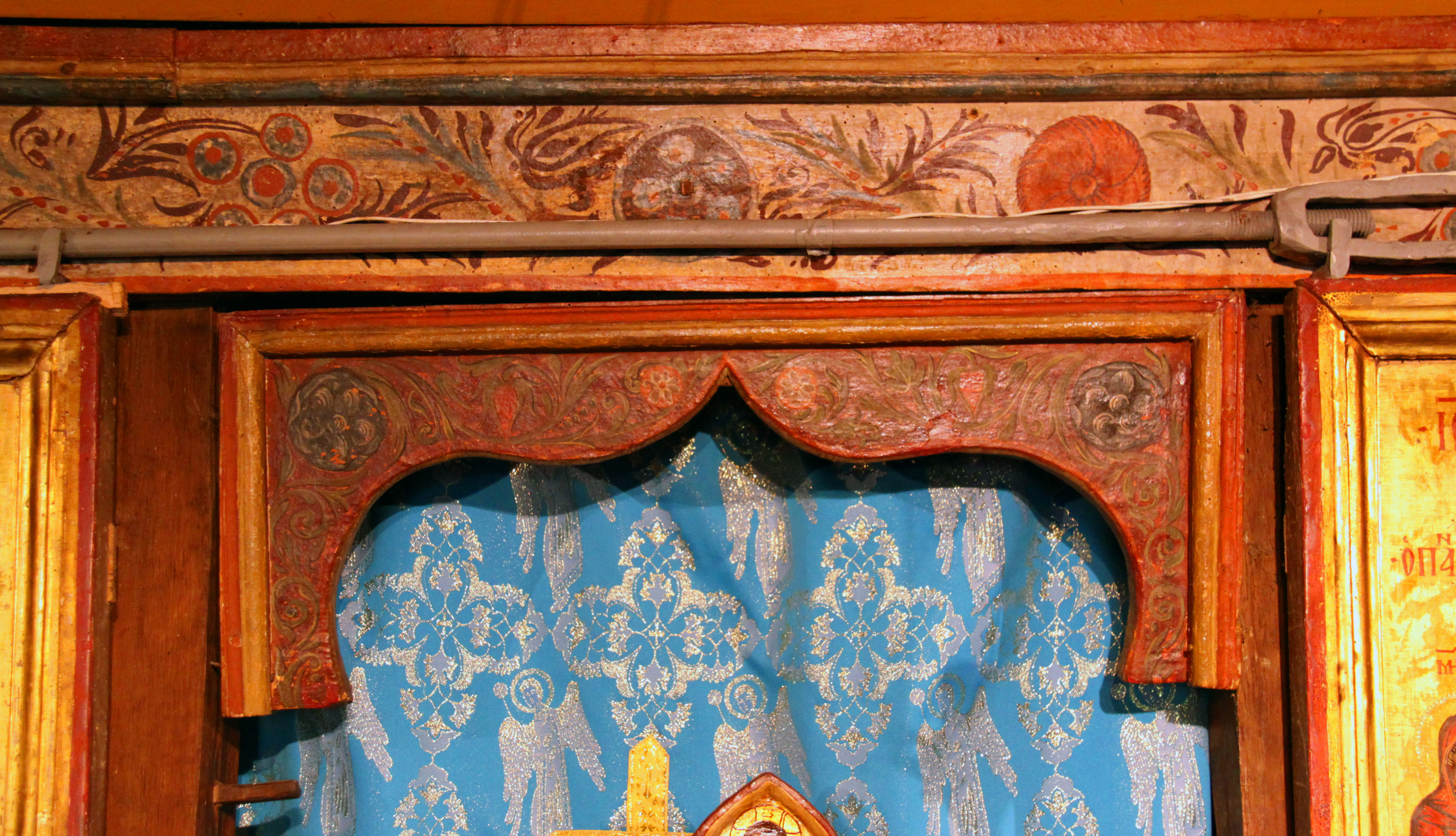
trafor la ușă împărătească
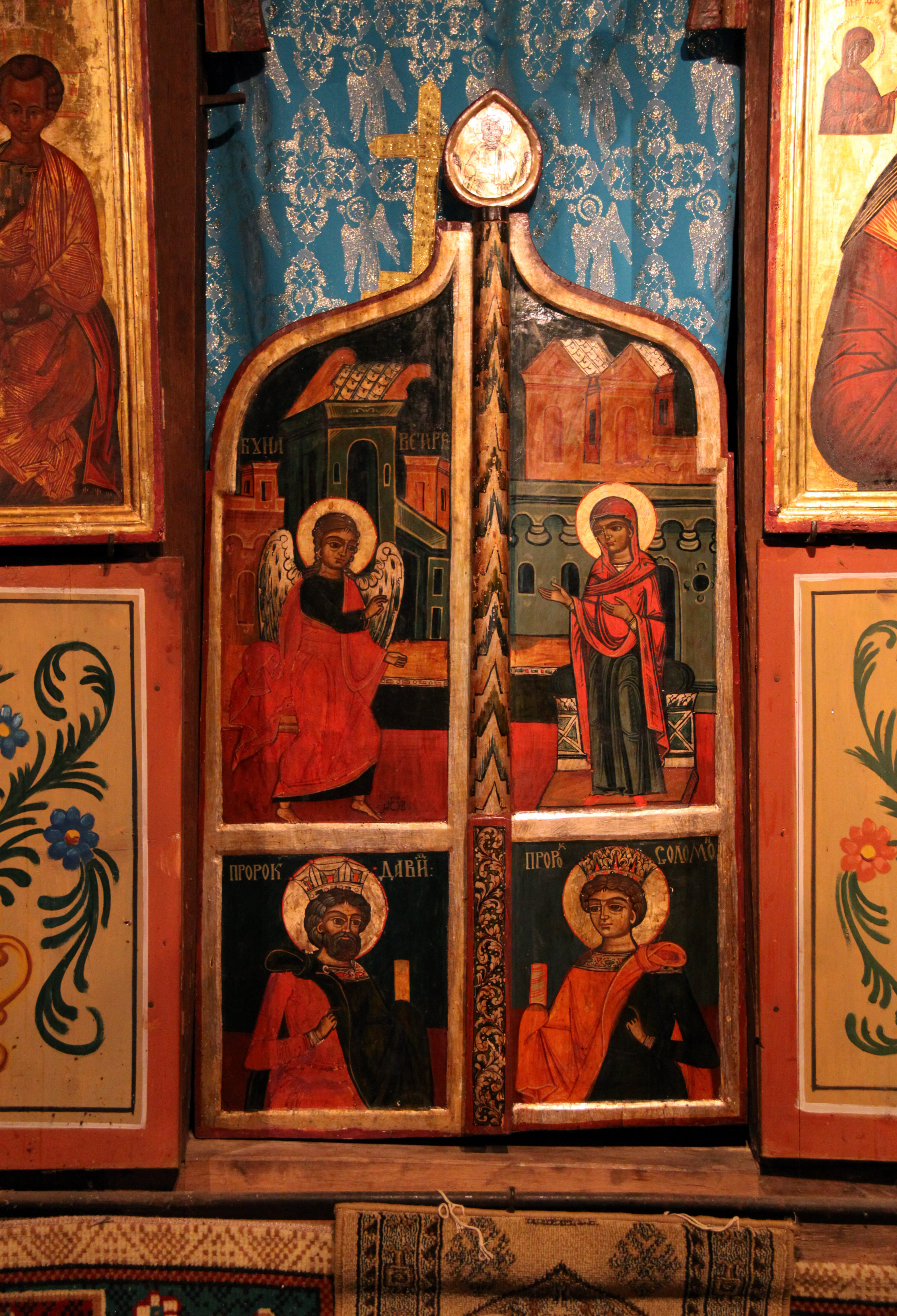
uși împărătești
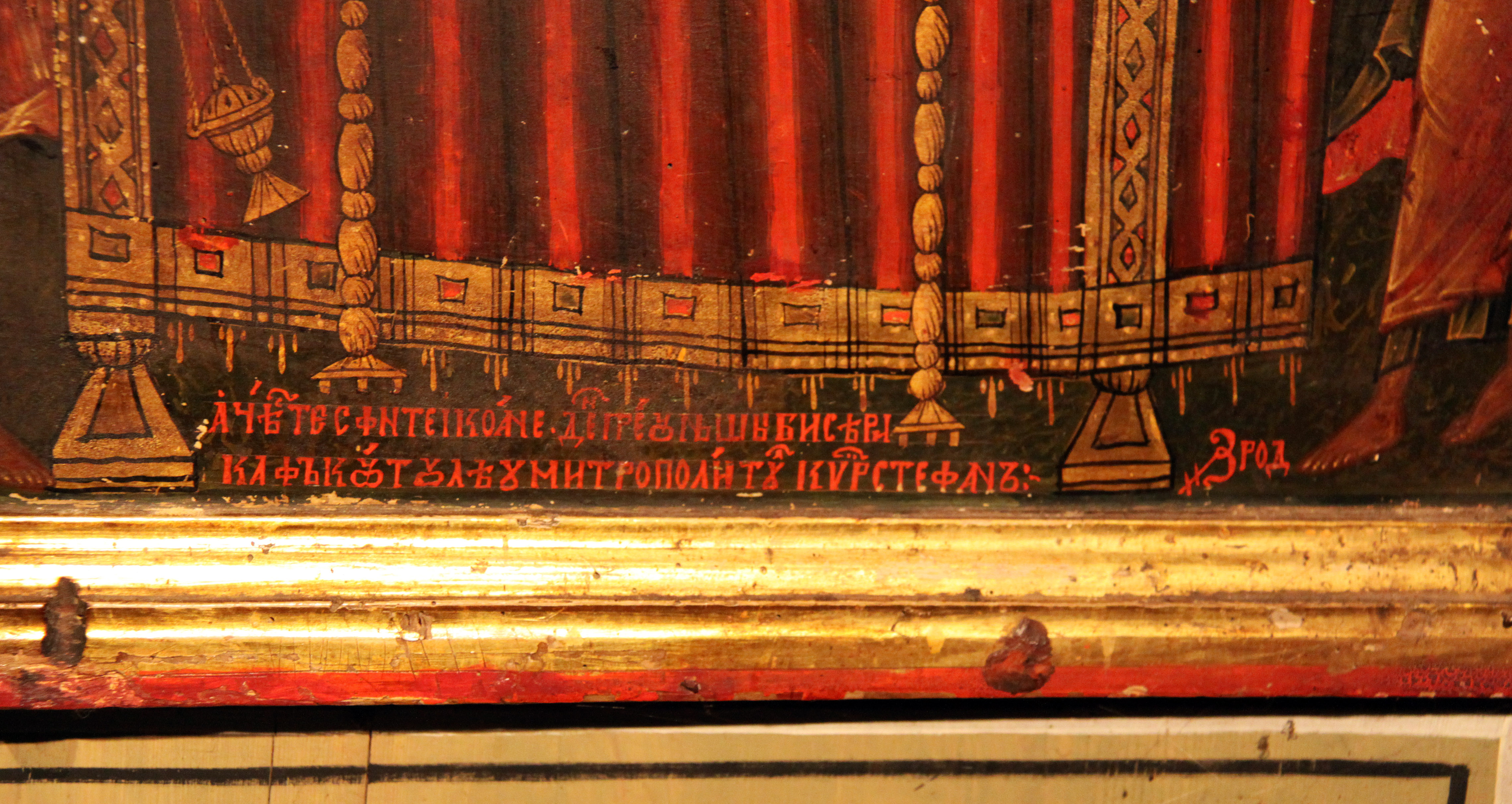
inscripție pe icoană
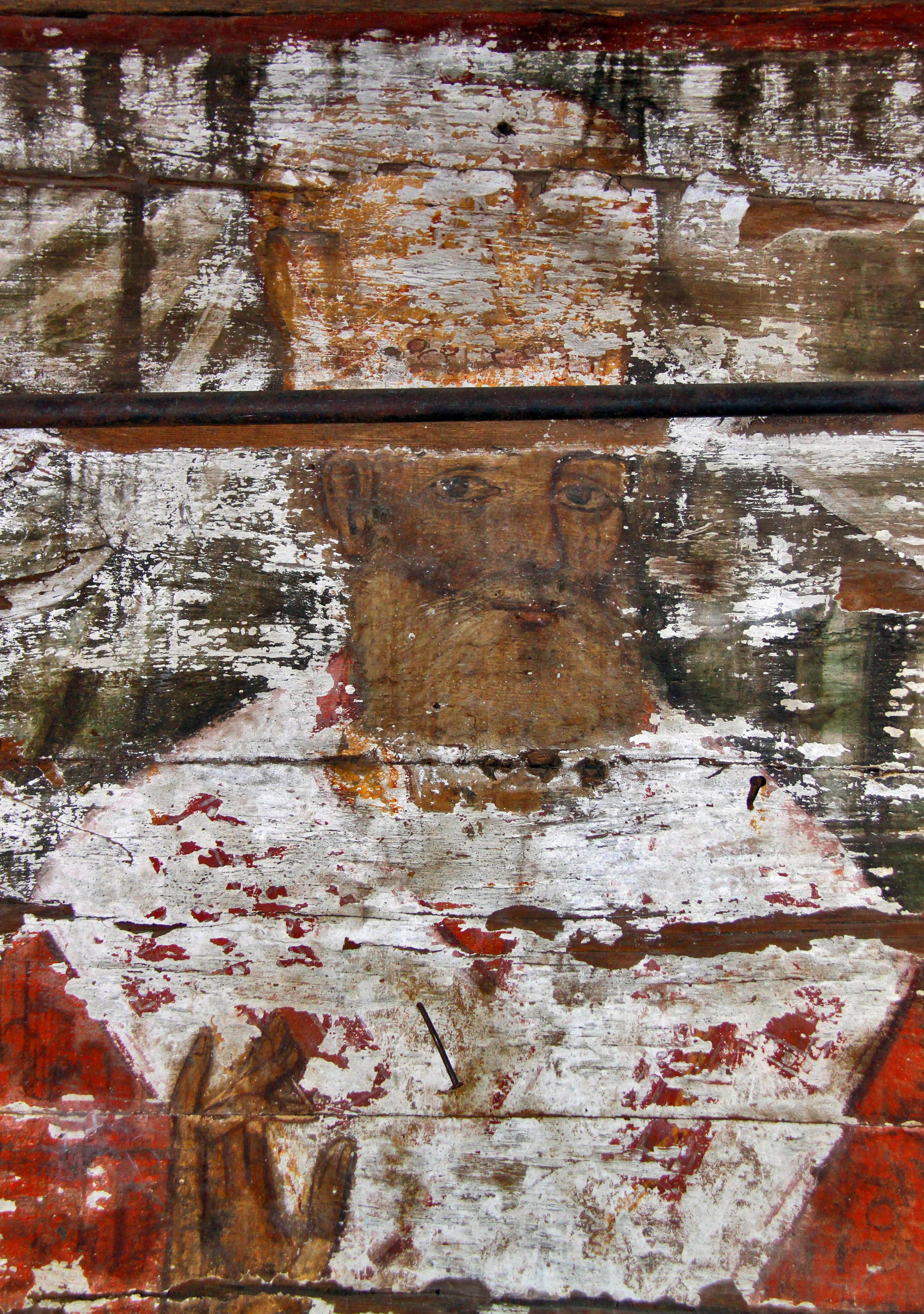
portretul ctitorului, mitropolitul Ștefan